# 한국의 지질

한반도의 지질도. 한국지질자원연구원에 의해 작성됨
본 이미지의 저작권은 한국지질자원연구원에게 있으며 무단 사용복제를 금지함

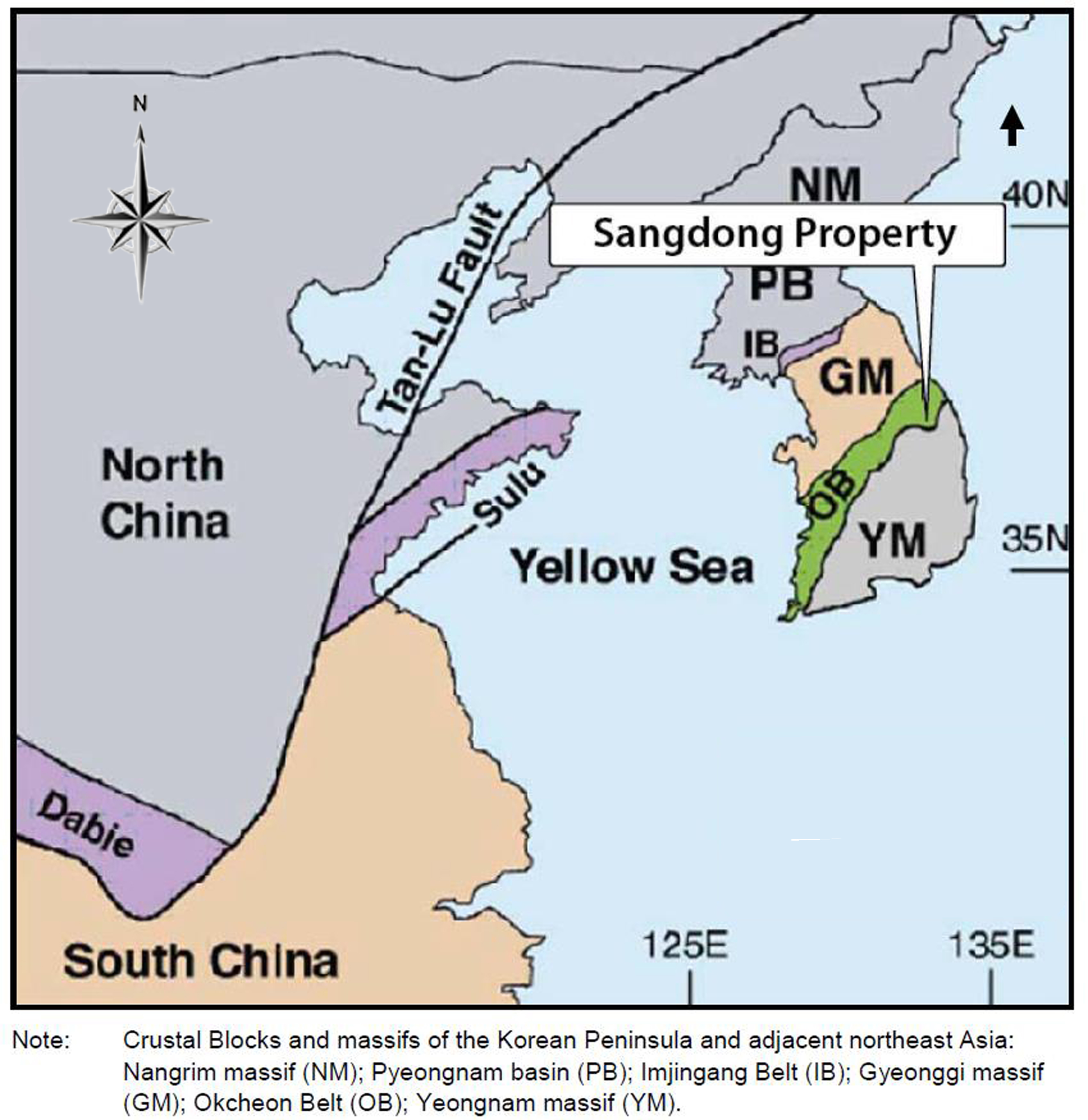
한반도의 지체구조도 (표시된 곳은 상동광산)
NM: 낭림 육괴(Nangrim Massif)
PB: 평남 분지(Pyeongnam Basin)
IB: 임진강대 (Imjingang Belt)
GM: 경기 육괴(Gyeonggi Massif)
OB: 옥천 습곡대/옥천대(Okcheon Belt)
YM: 영남 육괴(Yeongnam M<assif)
GB: 경상 분지

한국의 지질(韓國―地質, Geology of South Korea)은 한반도가 지니는 지질구조와 시대 구분, 특색을 지칭한다. 한국의 지질은 한반도의 좁은 면적에 비해 매우 다양하여 선캄브리아기 시생누대부터 원생누대, 고생대, 중생대, 신생대까지 거의 모든 지질시대의 암석이 변성암, 화성암, 퇴적암 등 종류별로 다양하게 분포한다.

## 개요
한반도는 좁은 면적에 비해 지질이 다양하며, 선캄브리아기부터 고생대, 중생대, 신생대 제4기에 이르기까지 오랜 기간 동안 형성된 다양한 암석들이 분포한다.

### 곤드와나 대륙
한국지질자원연구원 이윤수 박사는 한반도와 동아시아는 곤드와나 대륙이 분열되면서 만들어졌다고 말하는데, 고지자기 연구 결과 고생대 초 동아시아 땅덩어리들은 남반구에 위치한 곤드와나 대륙의 북쪽에 속해 있었으며, 후에 한반도를 이루게 될 땅덩어리 조각들은 남반구 저위도와 적도 사이에서 서로 떨어져 있었다. 이웃엔 인도, 호주, 인도차이나, 아프리카 대륙이 있었다.

### 지형의 일반적 특색
저산성의 산지국(低山性－山地國)
국토 면적의 약 70% 이상이 산지로 험한 산지는 동쪽과 북쪽에 편재하고 있다. 그러나 대부분의 산지는 미약한 융기와 침식의 진전으로 저기복(低起伏)의 산지를 이루어 1,500ｍ 이상의 지역은 전 국토의 약 4% 정도이고, 1,000∼1,500ｍ의 산지는 약 10%, 500∼1,000ｍ의 산지는 약 20%, 200∼500ｍ의 산지는 전국의 40% 이상을 차지하여, 대부분 저산성의 산지를 이루고 있다.
경동 지형(傾動地形)
동·서의 비대칭적인 융기, 침강 작용과 한반도의 등줄(脊梁)인 태백산맥과 함경산맥이 동쪽에 치우쳐 있기 때문에 동해안 쪽은 높고 급사면을 이루며 서쪽은 완만하여 큰 하천과 평야는 모두 서쪽과 남쪽에 치우쳐 분포하는 일종의 경동 지형(傾動地形)을 이루고 있다.
노년기 지형
오랜 침식에 의하여 산지는 낮고 경사는 완만하며 곡(谷)은 넓고 얕다. 높은 산지에 발달한 이른바 고위 평탄면(高位平坦面) 등은 융기 이전의 침식 지형을 잘 나타내고 있다. 한편 서부에는 낮은 산지나 경사가 완만한 파랑상(波浪狀)의 구릉지가 넓고 곳곳에 잔구(殘丘)가 남아 있다. 이는 이른바 노년기 지형에 해당되는데, 이들은 높은 산지가 오랫동안의 침식으로 낮아진 것이 아니라, 원래 융기량이 극히 적은 저기복의 지형으로부터 비롯된 지형이다.
복잡한 구조선
지각변동에 의하여 생긴, 전술한 3방향의 구조선에 따라 산맥·하천이 발달되고 있다. 구조선이 이룬 구조곡은 주요한 교통로로 이용되고, 구조선이 교차하는 지역에는 온천이 많이 분포하고 있다.

### 지체구조
한반도는 지질구조상 북쪽에서 시작해 평북·개마 지괴, 평남 분지, 경기 육괴(경기 지괴), 옥천 지향사(옥천 습곡대), 영남 육괴(영남 지괴), 경상 분지, 포항 분지로 구분된다. 이중 선캄브리아기의 평북·개마 지괴, 경기 지괴, 영남 지괴는 한반도에서 생성 시기가 가장 오래된 안정 지괴에 속한다.

## 선캄브리아기
한반도의 선캄브리아기 지체 구조는 낭림 육괴, 경기 지괴/경기 육괴, 영남 지괴/영남 육괴 3개의 주요 기반암체로 구성되며 낭림 육괴와 경기 육괴는 임진강대에 의해, 경기 육괴와 영남 육괴는 옥천대(옥천 습곡대)에 의해 구분된다. 한반도에서 선캄브리아기(시생누대, 원생누대) 암석이 차지하는 비율은 약 40%에 달하며, 한반도의 선캄브리아기 지각은 대부분 시생대 후기에 형성되었고 원생대 초기에 지괴화(cratonization) 과정을 거쳐 고원생대에 안정화되었다. 저어콘 연대에 의하면, 선캄브리아기 지각의 기원은 시생누대 고시생대에 시작되었으며, 27억년 전 맨틀로부터 지각을 형성하는 기원 물질이 추출되었고, 경기 육괴와 영남 육괴는 25억년 전, 낭림 육괴는 23억년 전에 대부분의 지각이 형성되었다. 그리고 고원생대인 18~19억년 전에 최종적으로 지각화 과정을 거쳐 안정적인 대륙 탁상지가 형성되었다.
한반도에는 일부 지역에서만 시생대 암석이 나타나며 나머지 암석들은 대부분 고원생대 이후에 형성되었다. 한반도에서 발견된 가장 오래된 암석은 신시생대 변성화성암으로 25억년 전에 생성된 것이나, 그 보다 더 오래된 암석은 20~18억년전 사이에 고원생대 변성퇴적암 그리고 변성화성암으로 변화되었다. 한반도의 기저(基底)를 이루는 암석은 대부분 고원생대에 형성된 암석들이다. 원생대의 암석은 주로 경기 육괴와 영남 육괴에 광범위하게 분포하고 있다. 원생대의 지층인 상원계(상원 누층군)는 황해도·평안남도에 주로 분포하고, 강원도 북부와 함경남도 동북부 등에 소규모 분포한다. 이 지층은 규암·천매암·석회암·점판암 등으로 구성되어 있다.

### 한반도 최고령 암석
경기 육괴에 속하는 대이작도 서부와 소이작도에 분포하는 혼성편마암 또는 토날라이트질 편마암은 SHRIMP U-Pb 저어콘 연대측정 결과 이 혼성암은 약 25억 8천만년 전(2.58 Ga)에 정치한 근원암이 약 25억년 전(2508±18 Ma)에 광역 변성 작용을 받아 형성되었으며 시생누대 신시생대의 것으로 한국의 최고령 암석에 해당된다.

### 낭림 육괴 (평북·개마 지괴)
낭림 육괴 또는 평북·개마 지괴는 시생대 이후 해침(海浸)의 영향을 크게 받지 않은 안정지괴(安定地塊)로 시생누대로 추정되는 낭림층군과 낭림복합체, 연화산복합체 화강암류, 고원생대의 변성퇴적암 지층 증산층군, 황해층군, 의주층군, 마천령계, 중원생대~신원생대의 변성퇴적암 지층 상원계(상원 누층군)와 구현계로 구성된다. 묘향산 부근에서 낭림층군과 증산층군은 고원생대 비조산대 라파키비(anorogenic rapakiwi, U-Pb 저어콘 연대: 1861±7 Ma) 화강암에 의해 관입당했다.  낭림 육괴는 남만주의 라오-개마 육괴와 연결된다.
낭림층군은 선캄브리아기의 변성퇴적암으로 편마암으로 구성되고 규암, 대리암, 각섬암, 흑연편마암 등을 협재한다. 낭림층군은 시생누대에 해당하는 연대가 보고되어 과거 한반도의 대표적인 시생누대 지층으로 알려졌으나, 일부 중국 연구자들에 의하면 암석의 실제 형성 연대는 모두 21억년 및 19~18억년 전에 해당하며 북한의 주요 강모래에 대한 쇄설성 저어콘 연구에서도 시생대 연대가 일부 얻어지기는 하나 평균적으로 고원생대 연대(약 1.83 Ga)가 압도적으로 우세하게 보고되어 낭림층군은 고원생대 지층일 가능성이 크다.

### 임진강대
김명정(2021)은 임진강대를 사이에 두고 북쪽과 남쪽에 나뉘어져 분포하는 인천광역시 옹진군 백령도의 선캄브리아기 백령층군과 인천광역시 장봉도의 장봉 편암층의 U-Pb 저어콘 연령이 모두 북중국 강괴와 대비되어, 임진강대를 대륙충돌대로 보기 어렵다고 주장하였다.

### 경기 육괴/경기 지괴

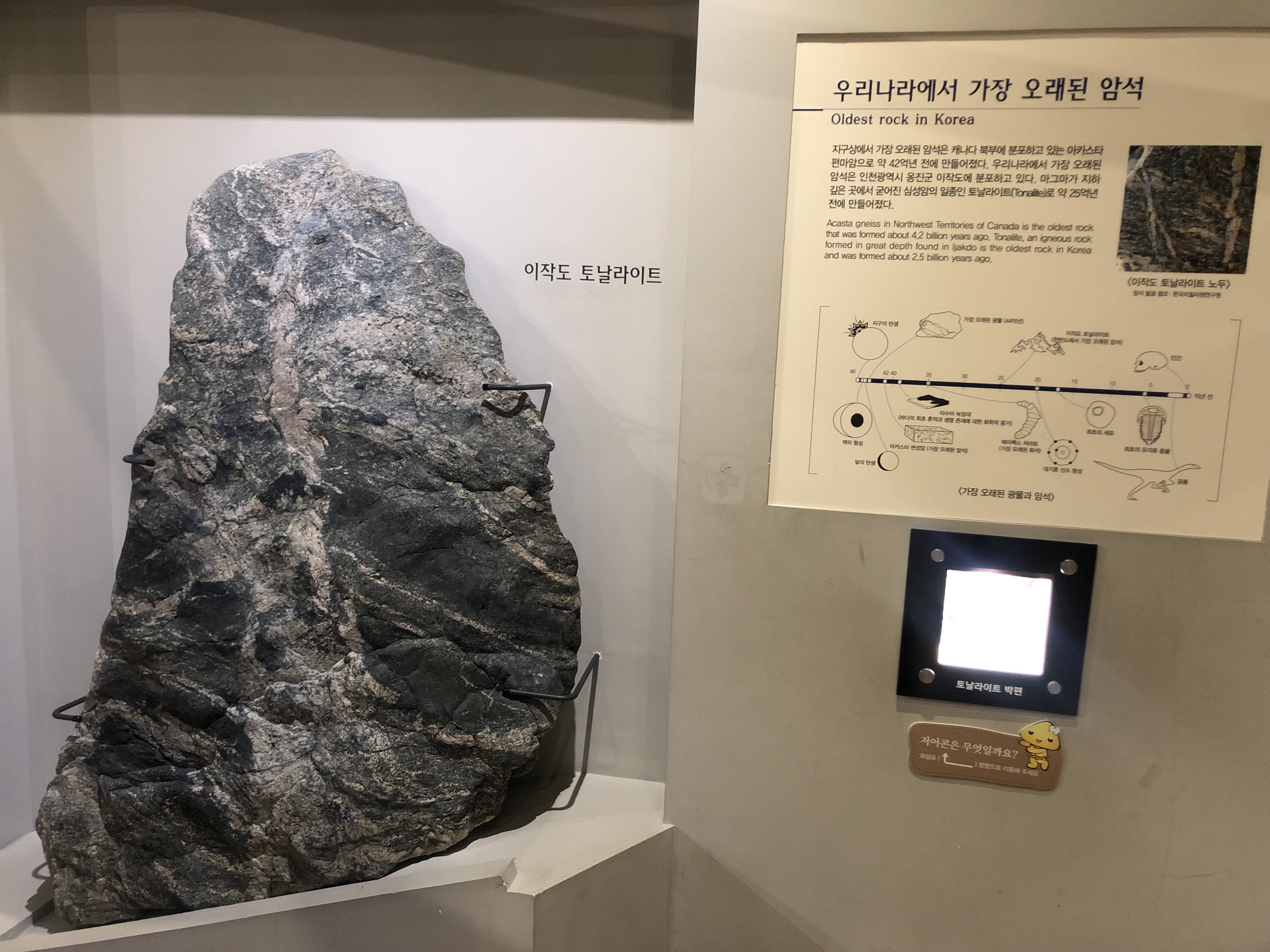
경기 육괴 대이작도의 토날라이트 표본, 국립중앙과학관 전시

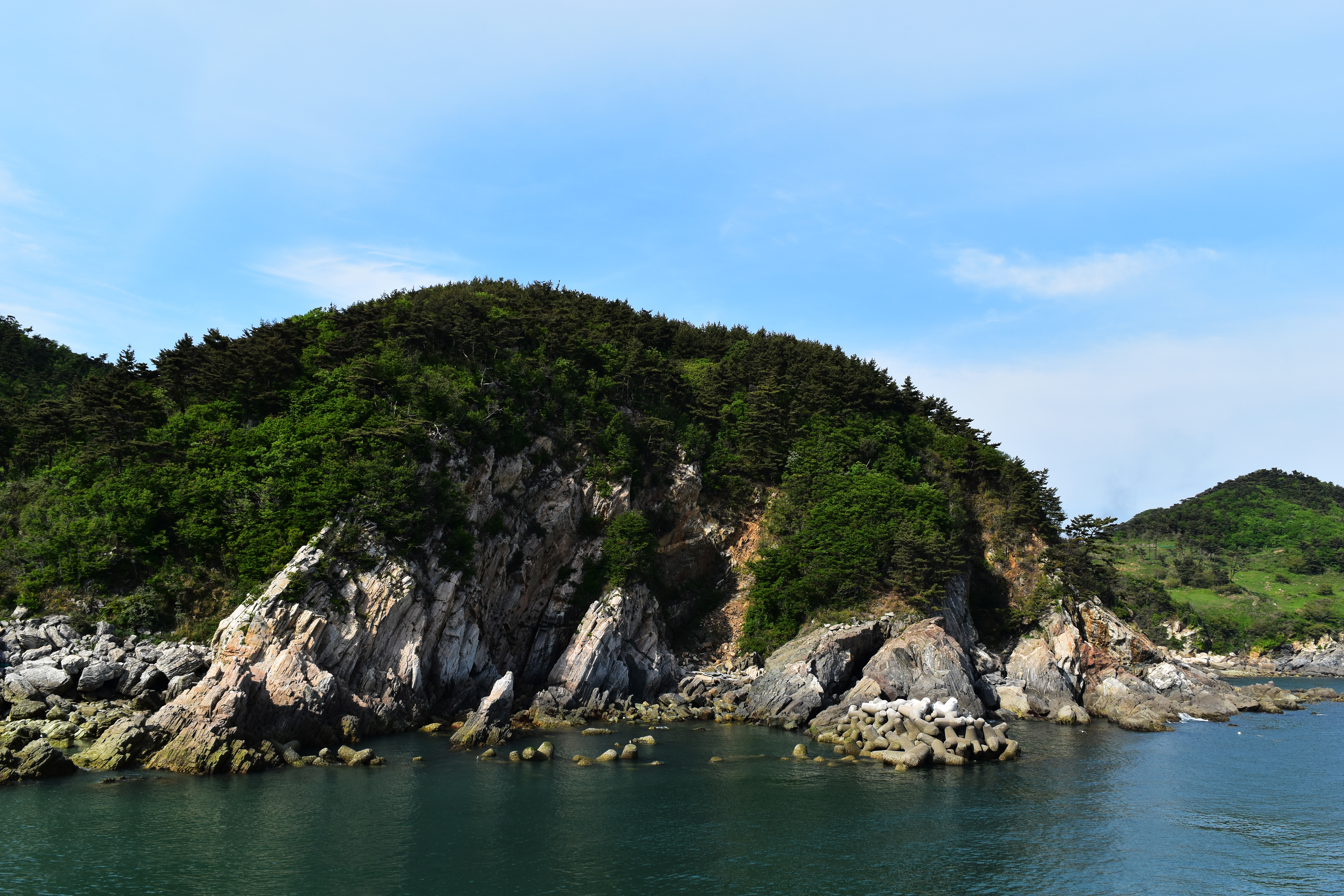
선캄브리아기 고원생대 서산층군으로 구성된 태안군 가의도

경기 지괴(京畿 地塊, Gyeonggi Massif) 또는 경기 육괴(京畿陸塊)는 한반도의 기저를 이루고 있는 지괴이며, 시생대~고원생대에 형성되었고, 지리적으로 공주 단층~금왕 단층 북서부에 해당하는 경기도, 강원도 중·북부 지역, 충청남도 북서부 지역에 해당한다. 기반암은 대개 경기편마암복합체라 명명된 (화강)편마암 또는 변성퇴적암 등으로 구성되며 이들을 중생대 대보 화강암이 관입하고 있다.

### 영남 육괴/영남 지괴

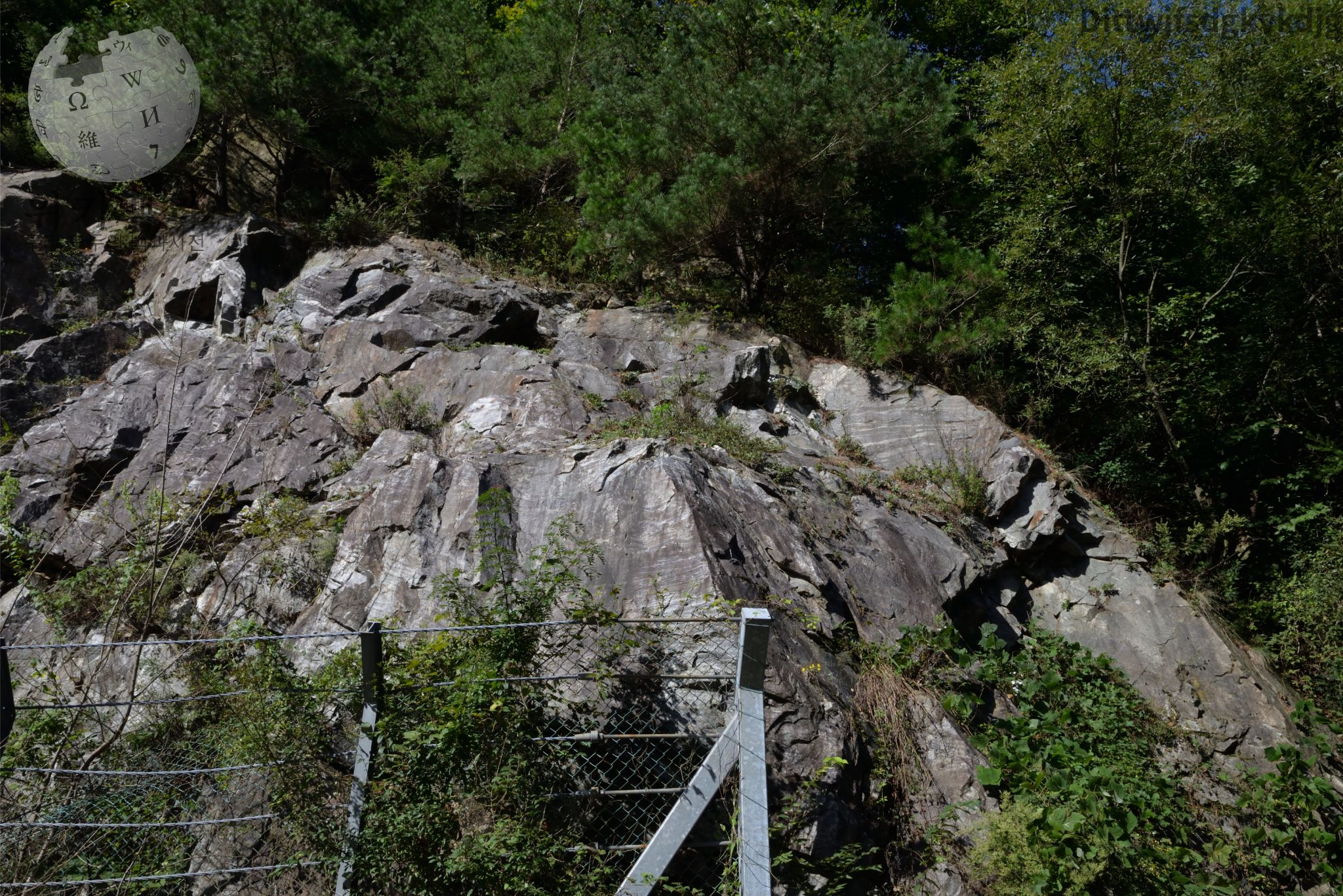
영남 육괴 영양군 수비면 수하리의 평해층군

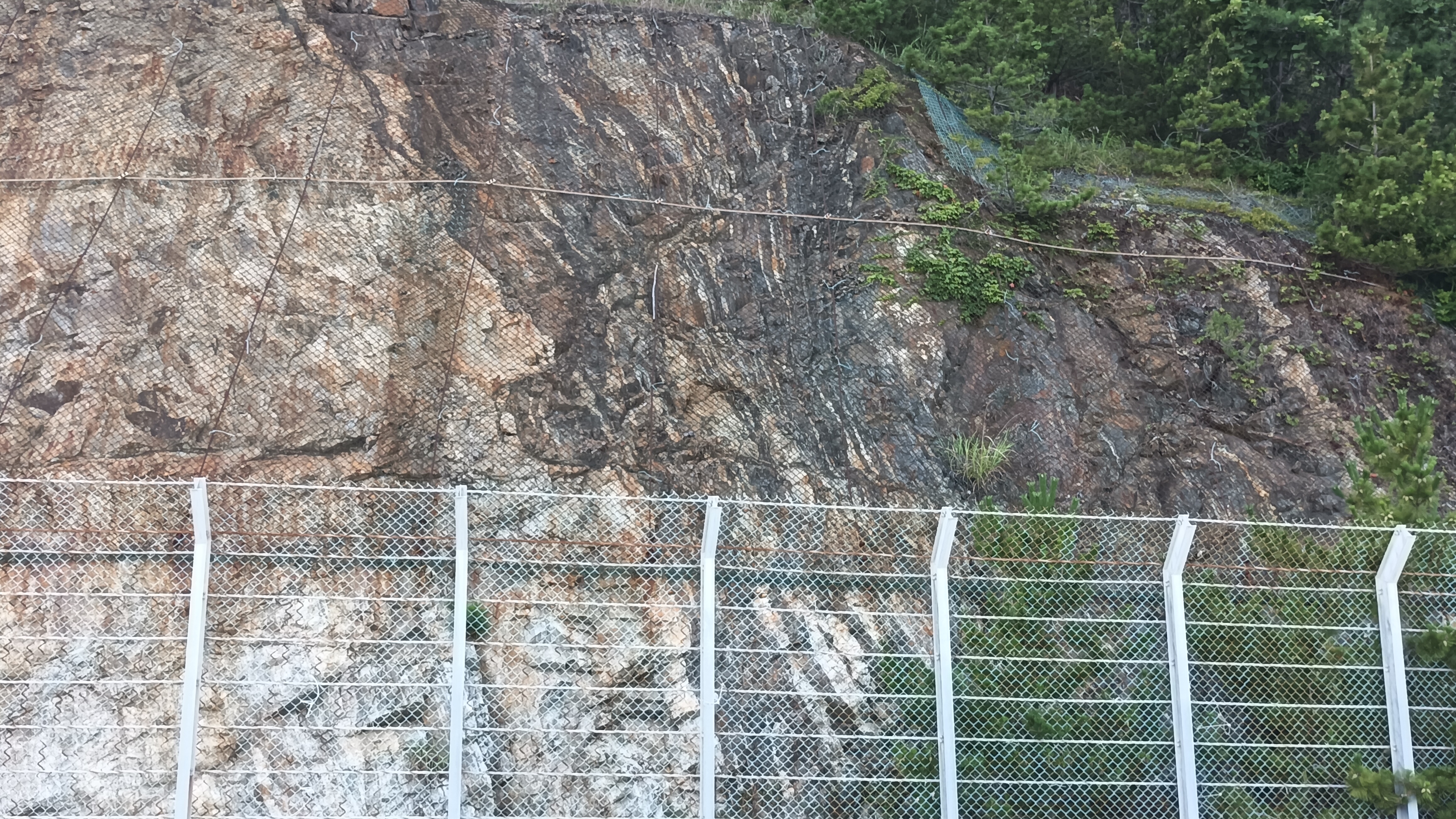
영남 육괴 영덕군 영해면 사진리의 경북동해안 국가지질공원 선캄브리아기 원생대 편마암 지질유산

영남 지괴(嶺南 地塊, Yeongnam Massif) 또는 영남 육괴(嶺南 陸塊)는 옥천 습곡대와 경상 분지 사이에 발달하는 선캄브리아기 지괴로 옥천 습곡대 동부 태백산분지의 고생대 퇴적암과 경상 분지에 분포하는 중생대퇴적암 경상 누층군의 기반을 형성한다. 영남 육괴의 선캄브리아기 암석은 평해층군, 원남층군, 율리층군 등 변성퇴적암과 및 이를 관입한 분천화강편마암, 홍제사 화강암 등 고원생대 화성암 및 중생대 대보 화강암으로 구성된다. 편마암류는 분포 지역에 따라 태백산편마암복합체, 소백산편마암복합체, 호남편마암복합체로 구분되며 이들은 호상 편마암, 미그마타이트, 혼성 편마암, 화강암질 편마암, 반상변정질 편마암 등으로 구성된다. 영남 육괴는 일본의 후켄 육괴로 연결된다.
한반도 선캄브리아기 층서는 다음과 같다.
| 지질 시대              | 경기 지괴                                                                              | 영남 지괴                         | 북한                                                          |
| ---------------------- | -------------------------------------------------------------------------------------- | --------------------------------- | ------------------------------------------------------------- |
| 후기 선캄브리아기      | 연천계 화강편마암 춘천계 춘성층군 장락층군 경기변성암복합체 양평층군 시흥층군 부천층군 |                                   | 구현계 능리통 비랑동통 상원계 멸악산통 묵천통 사당우통 직현통 |
| 중기 선캄브리아기      | 연천계 화강편마암 춘천계 춘성층군 장락층군 경기변성암복합체 양평층군 시흥층군 부천층군 | 율리계 태백산층군 율리층군        | 마천령계 남대천통 북대천통 성진통                             |
| 전기-중기 선캄브리아기 | 연천계 화강편마암 춘천계 춘성층군 장락층군 경기변성암복합체 양평층군 시흥층군 부천층군 | 영남계 양평층군 시흥층군 부천층군 | 낭림층군                                                      |

경기 육괴에 해당하는 지역의 세부적인 지질은 아래 문서와 같다.
- 가평군의 지질
- 강릉시의 지질
- 고양시의 지질
- 공주시의 지질 (북서부만)
- 남양주시의 지질
- 당진시의 지질
- 삼척시의 지질 (태백산층군)
- 서울특별시의 지질
- 수원시의 지질
- 안산시의 지질
- 안성시의 지질
- 양구군의 지질
- 양평군의 지질
- 여주시의 지질
- 연천군의 지질
- 음성군의 지질
- 이천시의 지질
- 인제군의 지질
- 인천광역시의 지질
- 원주시의 지질
- 천안시의 지질
- 철원군의 지질
- 춘천시의 지질
- 태안군의 지질
- 포천시의 지질
- 평창군의 지질 (북서부만)
- 홍천군의 지질
- 횡성군의 지질

영남 육괴에 해당하는 지역의 세부적인 지질은 아래 문서와 같다.
- 울진군의 지질
- 봉화군의 지질
- 영주시의 지질
- 예천군의 지질
- 문경시의 지질
- 상주시의 지질
- 김천시의 지질
- 영동군의 지질 (남동부만)
- 무주군의 지질
- 거창군의 지질
- 고령군의 지질
- 합천군의 지질
- 산청군의 지질
- 하동군의 지질
- 하동-산청 회장암체
- 광양시의 지질

## 고생대
한반도에서 고생대에 형성된 퇴적암은 캄브리아기-오르도비스기의 조선 누층군과 석탄기-페름기/트라이아스기의 평안 누층군으로 구성된다.

### 평남 분지
평남 분지(平南 盆地, Pyeongnam Basin)는 원생대의 상원계가 퇴적한 이후 조선 누층군과 평안 누층군이 퇴적되어 평북·개마 지괴와 경기 지괴 사이에 형성되었다. 지리적으로 평안도 일대를 포함하며, 고생대에 형성된 이 분지는 이후 송림 변동, 대보 조산운동 등 지각 변동을 받으면서 내부에 수많은 단층들이 형성되었고 그 영향으로 오늘날까지 지진 활동이 활발하다.

### 옥천대 (옥천 습곡대)
옥천대(沃川帶, Okcheon belt) 또는 옥천 습곡대(沃川褶曲帶, Okcheon folded zone)는 전라남도에서 태백산 지역까지 북동-남서 방향으로 발달하고 경기 지괴와 영남 지괴 사이에 자리잡고 있으며 고생대 이후 퇴적암 지층인 조선 누층군과 평안 누층군, 옥천 누층군이 퇴적되어 형성된 지괴이다. 지리적으로 강원도 평창군에서 단양군, 옥천군 등을 지나 전라남도 남서부 지역까지 이어지며 그 폭은 약 70~80 km이다. 문경-충주 지역을 잇는 선 북동부 지역에는 조선 누층군과 평안 누층군이 분포하며 이 부분을 태백산 분지 또는 옥천 비변성대라 부른다. 문경-충주선 남서부 지역에는 변성 퇴적암류인 옥천 누층군이 분포하며 이 부분을 옥천 변성대라 부른다. 옥천 습곡대 내의 단층과 습곡의 주 방향은 북동-남서 방향이며 이러한 방향은 주로 대보 조산운동에 의해 생성되었다고 본다.
옥천대의 북서부는 경기 지괴와 접하고 있으며 그 경계는 공주시에서 설악산까지 이어지는 공주 단층 및 금왕 단층이다. 남동쪽은 영남 지괴와 접하고 있으며 강진군, 화순군, 임실군, 무주군, 영동 분지, 문경시, 소백산, 태백산, 울진군을 잇는 선을 경계로 한다. 기존에 옥천 습곡대는 인접하는 경기 육괴 및 영남 육괴와 부정합적인 경계를 가지고 접촉하고 있다고 알려져 왔으나 최근 연구에 의하면 이들 경계부가 부분적으로는 구조적인 접촉 관계임이 밝혀졌다. 김정환 등(1989)은 옥동-점촌 사이 북동-남서 방향의 약 100 km에 걸친 옥천대-영남 육괴의 경계부가 단층 접촉임을 처음으로 밝혔으며, 이를 옥동 단층으로 정의하였다. 최범영 외(2003)는 지체 구조를 구분하는 데에 있어서 지질 분포와 지질 지형에만 의존하는 것은 적절치 않다고 하여, 옥천대 북서부 경계는 공주 단층~금왕 단층으로, 옥천대 남동부 경계는 옥동 단층~화순 단층을 영남육괴와 옥천대의 경계로 삼았다.
옥천 습곡대는 한국 내에서도 지진 활동이 활발한 편이다. 이기화 외(1993)는 옥천 습곡대의 지진 데이터를 분석한 결과 옥천대와 영남 육괴와의 경계부를 북위 36도 및 37.2도를 기준으로 북부, 중부, 남부로 나누고, 남부 구역의 이동률은 1.112mm/yr인데 이는 판 경계 부위에 위치한 판 내부(intraplate) 활성단층에 해당하고, 중부와 북부의 이동률은 각각 0.021 mm/yr과 0.042 mm/yr인데 이는 판 중앙부에 위치한 판 내부 활성단층에 속한다고 보았다. 경재복 외(2000)는 옥천대 지역에 많은 진앙이 분포하며 특히 옥천대와 영남 육괴의 경계부인 문경시, 보은군~속리산~영동군, 군산시~논산시 지역에 상대적으로 많이 분포하는 경향을 보인다.
경기지괴와 옥천습곡대의 경계를 따라 발달하는 금왕 단층과 공주 단층을 따라 북에서부터 풍암 분지, 음성 분지, 공주 분지, 부여 분지, 격포 분지가 분포하며, 영남 지괴와의 경계부 부근에는 북에서부터 영동 분지, 무주 분지, 진안 분지, 능주 분지, 해남 분지가 발달한다. 이들 분지는 중생대 백악기에 단층의 활동으로 형성된 소규모의 육성(陸成) 주향이동 분지이다.

### 옥천 누층군
옥천 누층군(沃川 累層群, Okcheon supergroup)은 한반도를 북동-남서 방향으로 가로지르는 옥천대 충청 분지에 분포하는 선캄브리아기 또는 고생대의 변성퇴적암 지층이다. 이 지층은 심한 변형 작용을 받아 화석이 별로 없고 구조적 해석이나 방사능 연대 측정도 어려워 현재까지도 퇴적 시기에 대한 논란이 있는 지층이다. 옥천 누층군의 점판암 내에는 우라늄이 함유되어 있으며 이 우라늄에 의해 충청도 일부 지역에서 방사능 수치가 상대적으로 높게 나온다.

### 조선 누층군

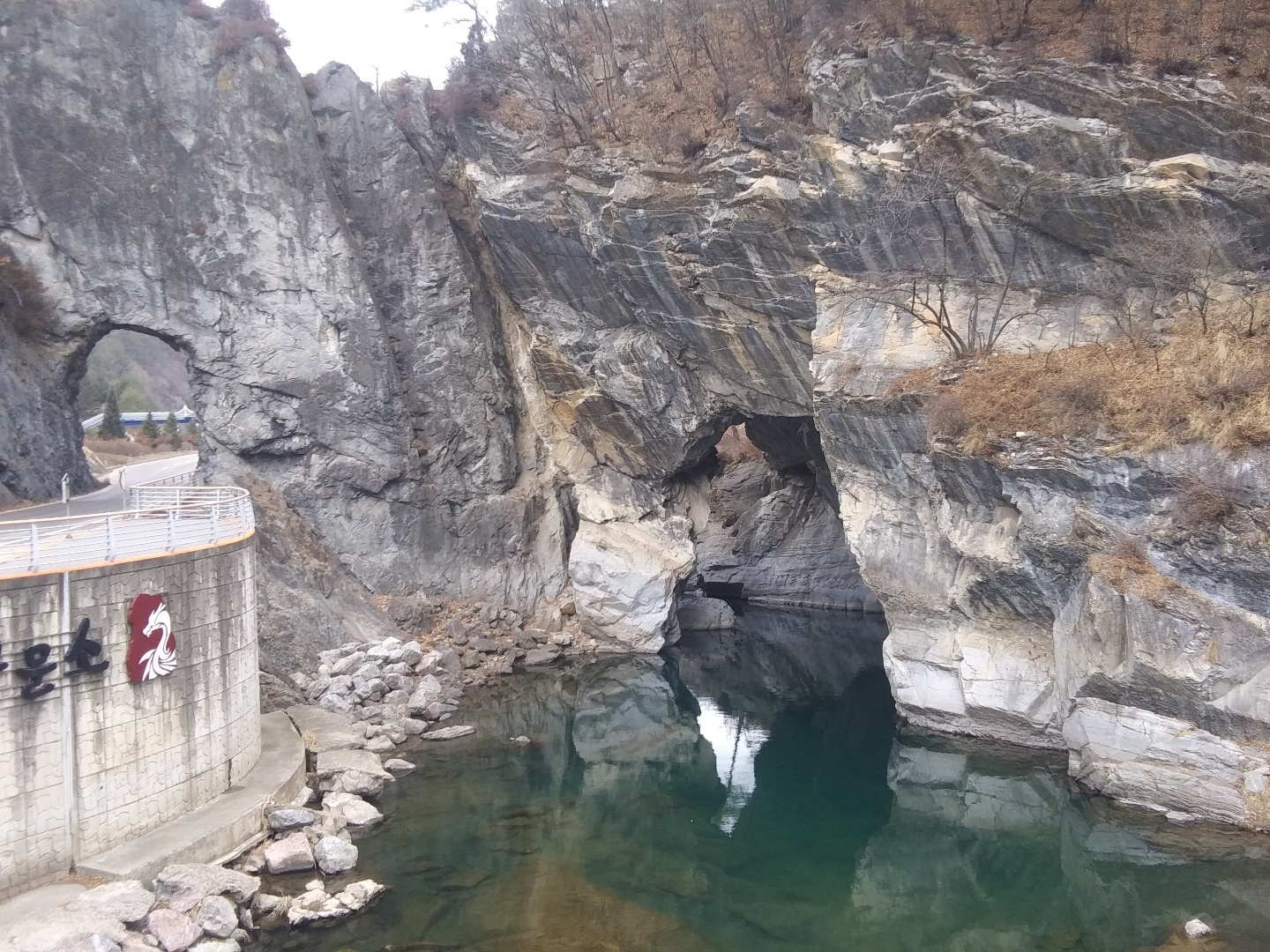
전기 고생대 지층이 존재하는 구문소
인근에 분포하는 지층은 조선 누층군 대석회암층군 막골층

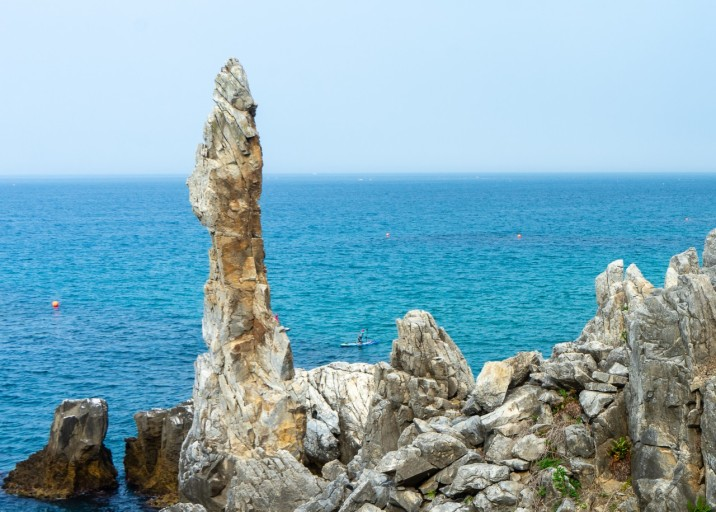
동해시의 추암촛대바위는 조선 누층군 풍촌 석회암층에 해당하는 암석이다.

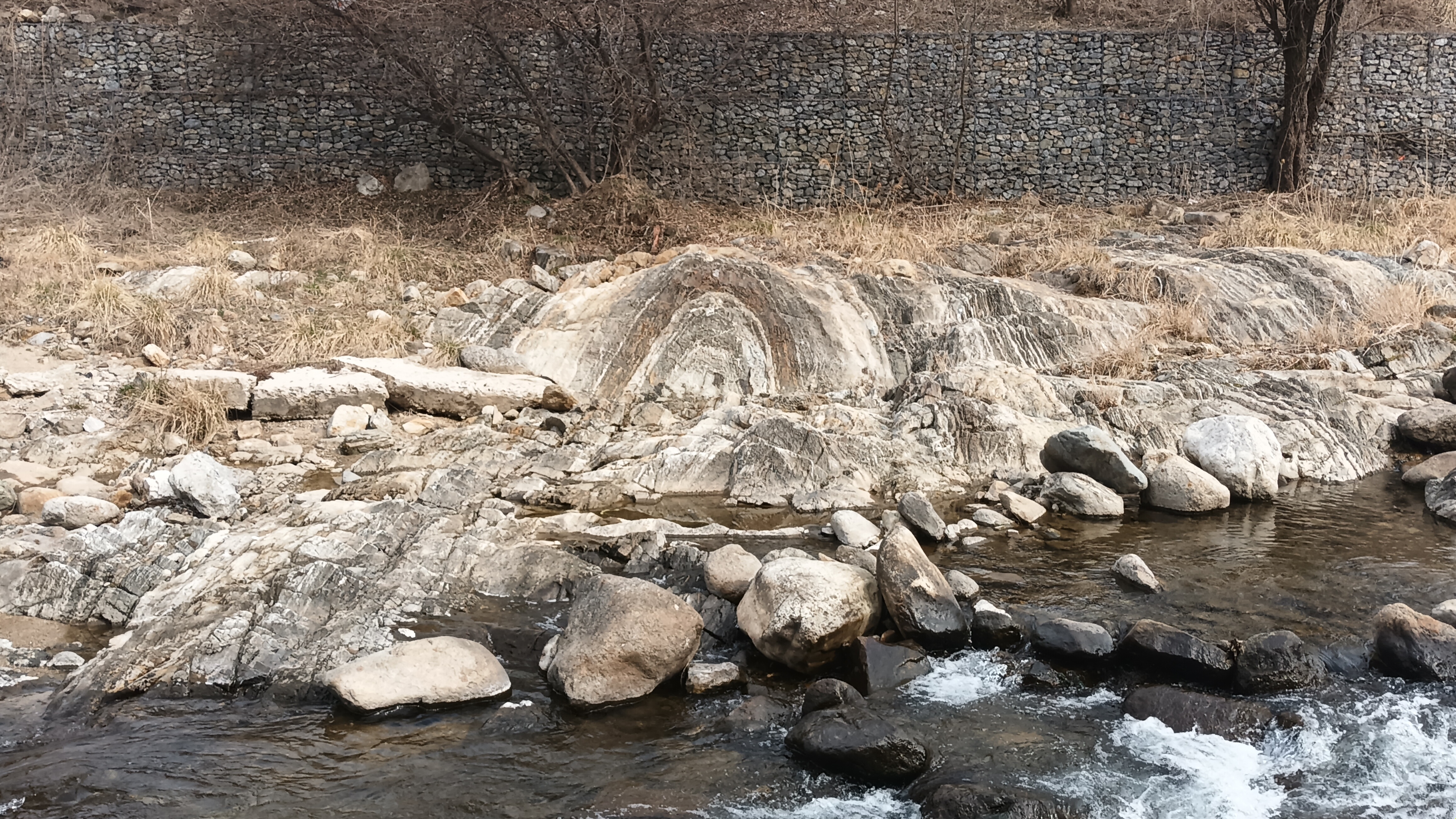
단양군 대강면 두음리 하상의 조선 누층군 막골층 내 배사 습곡 구조

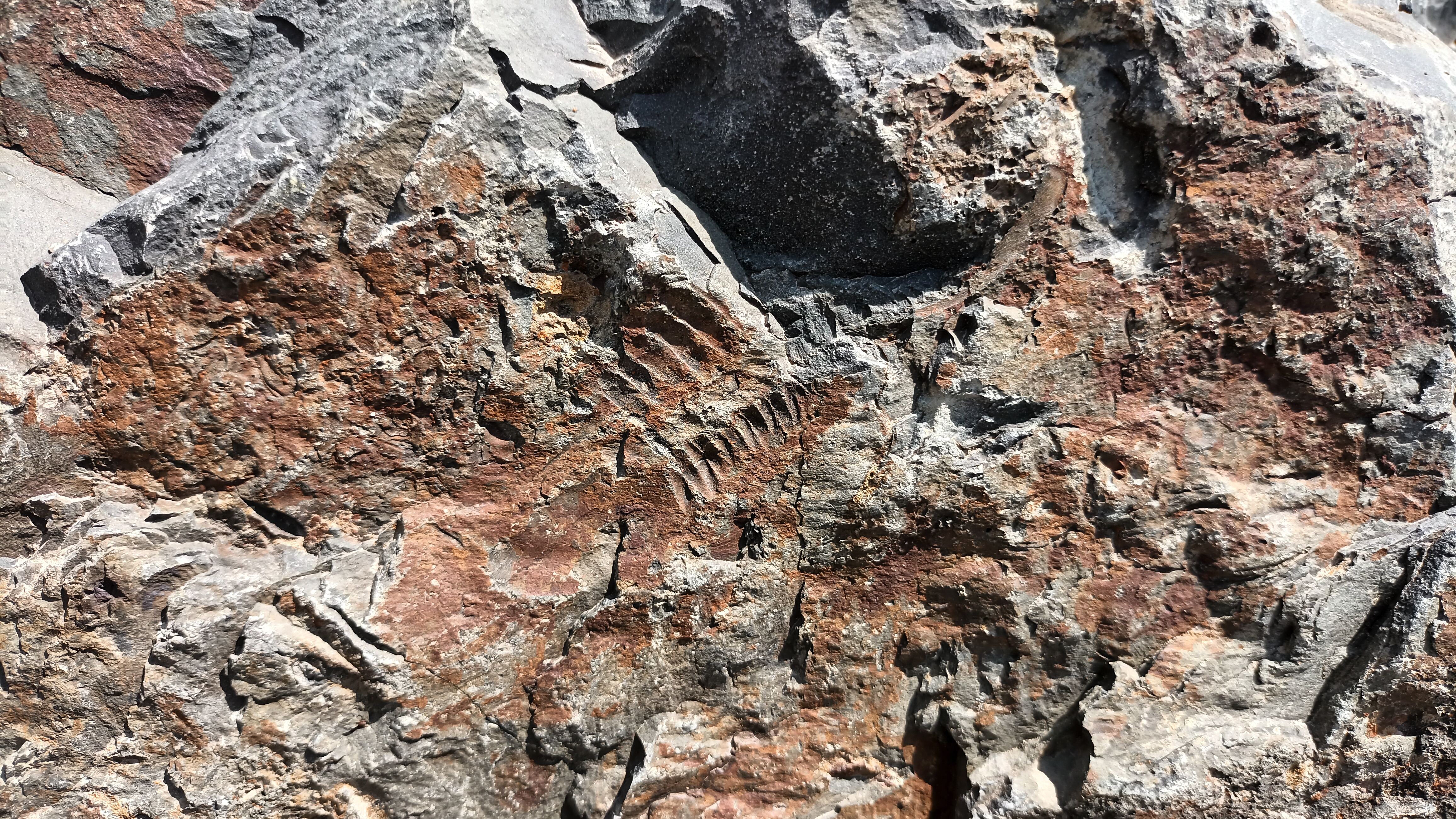
태백고생대자연사박물관 전면 직운산층 노두의 실제 삼엽충 화석

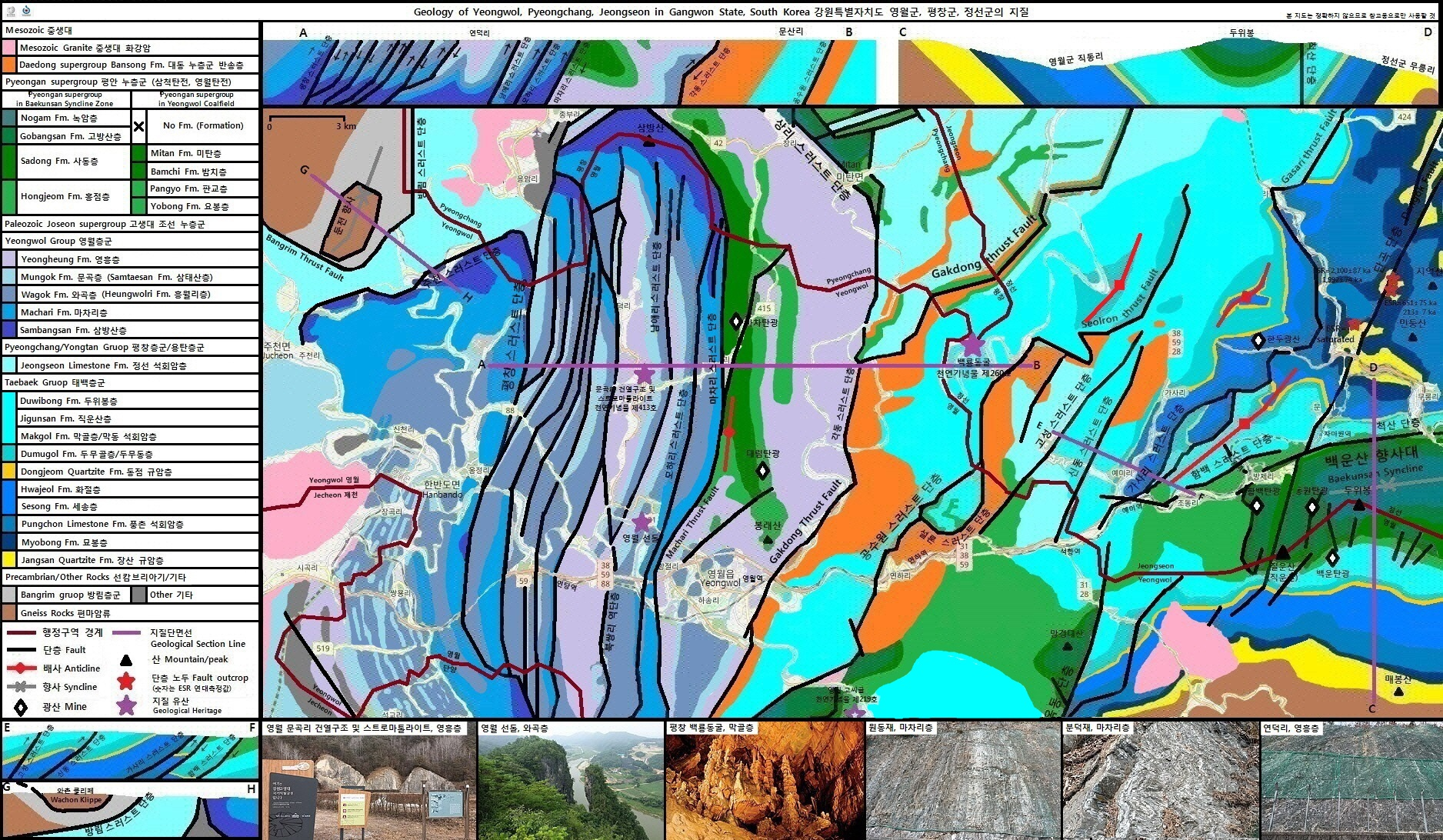
영월군의 지질과 영월 스러스트 시스템의 지질 구조

조선 누층군(朝鮮 累層群, Joseon supergroup) 또는 조선계 지층(朝鮮系 地層)은 고생대 캄브리아기에서 오르도비스기 중기까지 한반도 내의 평남 분지와 옥천 습곡대의 태백산분지에 퇴적된 해성층(海成層)으로, 주로 석회암과 셰일, 사암 등으로 구성된다. 조선 누층군은 한반도에서 캄브리아기~오르도비스기에 퇴적된 지층을 통칭하는 용어로 평남 분지와 옥천 습곡대에 분포한다.
조선 누층군에서는 다수의 삼엽충, 필석류, 두족류, 완족류, 코노돈트 등의 화석이 산출된다. 조선 누층군에는 석회암이 다수 포함되어 있어 강원특별자치도 남부와 충청북도 동부인 삼척시, 영월군, 단양군, 문경시 지역에 삼척 대이리 동굴지대, 평창 백룡동굴이나 단양 고수동굴, 문경 굴봉산 돌리네습지와 같은 대규모의 카르스트 지형을 형성하고 있다.
조선 누층군에는 지하자원 또한 풍부하게 매장되어 있다. 단양군 지역에서는 현재까지도 조선 누층군의 석회석 자원을 채굴하고 있다. 조선 누층군이 발달하는 태백산분지 지역은 대한민국의 주요 스카른 광상들이 밀집된 지역으로 조선 누층군 내에 아연, 납, 텅스텐, 철, 구리, 몰리브데넘, 금, 은 등의 금속광상이 존재한다. 가장 대표적인 상동광산은 조선 누층군 내에 발달하는 텅스텐을 채굴하는 광산이다. 면산층에서는 대랑의 타이타늄 자원이 발견되었다.
태백산 분지(Taebaeksan Basin, 太白山 盆地)는 한반도 중동부 대한민국 강원특별자치도 남부와 충청북도 동부 일대에 위치하는 고생대 퇴적분지이며, 북동쪽으로 부채꼴 모양으로 넓어지는 형태를 가지고 있다. 태백산 분지는 고생대 초에 곤드와나 대륙의 일부로 적도 인근에 위치하였으며 캄브리아기 동안 북중국 강괴의 남쪽에 위치하여 비교적 수심이 얕은 내륙해를 사이에 두고 오스트레일리아 대륙과 마주보고 있었던 것으로 해석되었다. 따라서 태백산 분지에서도 캄브리아기 동안에 해수면이 상승함에 따라 해침이 있었던 것으로 알려져 왔다. 태백산분지에 분포하는 대한민국의 조선 누층군은 오늘날 태백층군, 영월층군, 평창층군, 용탄층군, 문경층군으로 구분된다.
- 태백층군은 강원특별자치도 태백시와 삼척시, 영월군 남동부와 정선군, 충청북도 단양군 일대에 넓게 분포한다. 태백층군은 캄브리아기에서 오르도비스기에 퇴적된 장산층, 면산층, 묘봉층, 대기층, 세송층, 화절층, 동점층, 두무골층, 막골층, 직운산층, 두위봉층으로 구성되어 있다. 일부 지역에서 대기층과 세송층을 합쳐서 풍촌 석회암층이라고 불리기도 하며, 태백층군 내에서 캄브리아기와 오르도비스기의 경계는 화절층과 동점층의 사이에 존재하는 것으로 알려져 있다. 태백층군의 전체 두께는 약 1~1.4 km이다.[26]
- 영월층군은 하부로부터 삼방산층, 마차리층, 와곡층, 문곡층, 영흥층으로 구성된다. 영월군에 분포하는 영월층군은 영월인편상구조대에 의해 분포가 규제된다.[26]
- 용탄층군은 정선군 지역에 분포하며 일반적으로 하부로부터 정선 규암층, 정선 석회암층, 행매층, 회동리층으로 구분되나 행매층은 그 존재에 대해 논란이 있다.[26]
- 평창층군은 평창군 지역에 분포하며 정선 석회암층과 입탄리층으로 구분되나[26] 입탄리층이 정선 석회암층과 같은 지층이기 때문에 입탄리층에 의해 구분되어 왔던 평창층군이 용탄층군과 같은 지층군이라는 주장도 있다.[27]
- 문경층군은 문경시에 분포하는 조선 누층군이다. 대체로 구랑리층과 상부 석회암층으로 구분되지만 가장 층서적 논란이 심한 전기 고생대 지층이다.[26]

| 지질 시대                           | 태백층군   | 태백층군 | 영월층군 | 용탄층군                      | 평창층군                | 문경층군 | 북한 평안도            |
| 지질 시대                           | 구분       | 지층명   | 영월층군 | 용탄층군                      | 평창층군                | 문경층군 | 북한 평안도            |
| ----------------------------------- | ---------- | -------- | -------- | ----------------------------- | ----------------------- | -------- | ---------------------- |
| 고생대 오르도비스기 443.8–485.4 Mya | 상동아층군 | 두위봉층 | 영흥층   | 회동리층 행매층 정선 석회암층 | 정선 석회암층 입탄리층? | 탄산염암 | 상서리통 만달통 신곡통 |
| 고생대 오르도비스기 443.8–485.4 Mya | 상동아층군 | 직운산층 | 영흥층   | 회동리층 행매층 정선 석회암층 | 정선 석회암층 입탄리층? | 탄산염암 | 상서리통 만달통 신곡통 |
| 고생대 오르도비스기 443.8–485.4 Mya | 상동아층군 | 막골층   | 영흥층   | 회동리층 행매층 정선 석회암층 | 정선 석회암층 입탄리층? | 탄산염암 | 상서리통 만달통 신곡통 |
| 고생대 오르도비스기 443.8–485.4 Mya | 상동아층군 | 두무골층 | 문곡층   | -                             |                         | 탄산염암 | 상서리통 만달통 신곡통 |
| 고생대 오르도비스기 443.8–485.4 Mya | 상동아층군 | 동점층   | 문곡층   | -                             |                         | 탄산염암 | 상서리통 만달통 신곡통 |
| 고생대 캄브리아기 485.4–541.0 Mya   | 직동아층군 | 화절층   | 와곡층   | -                             | 화절층                  | 탄산염암 | 고풍통                 |
| 고생대 캄브리아기 485.4–541.0 Mya   | 직동아층군 | 세송층   | 마차리층 | -                             | 화절층                  | 탄산염암 | 고풍통                 |
| 고생대 캄브리아기 485.4–541.0 Mya   | 직동아층군 | 대기층   | 마차리층 | -                             | 대기층                  | 탄산염암 | 무진통                 |
| 고생대 캄브리아기 485.4–541.0 Mya   | 직동아층군 | 묘봉층   | 삼방산층 | -                             | 묘봉층                  | 탄산염암 | 흑교통                 |
| 고생대 캄브리아기 485.4–541.0 Mya   | 직동아층군 | 장산층   |          | 정선 규암층                   | 장산층                  | 구랑리층 | 중화통                 |

삼엽충 화석에 근거한 태백층군, 영월층군 간 지층 대비표
| 지질 시대 | 지질 시대                    | 지질 시대            | 지질 시대            | 태백층군                  | 태백층군           | 영월층군                          | 영월층군 |
| 기        | 기                           | 세                   | 절                   | 지층                      | 화석               | 지층                              | 화석 |
| --------- | ---------------------------- | -------------------- | -------------------- | ------------------------- | ------------------ | --------------------------------- | --- |
|           | 오르도비스기 443.8–485.4 Mya | 후세 443.8–458.4 Mya | Hirnantian           | -                         | -                  | -                                 | - |
|           | 오르도비스기 443.8–485.4 Mya | 후세 443.8–458.4 Mya | Katian               | -                         | -                  | -                                 | - |
|           | 오르도비스기 443.8–485.4 Mya | 후세 443.8–458.4 Mya | Sandbian             | -                         | -                  | -                                 | - |
|           | 오르도비스기 443.8–485.4 Mya | 중세 458.4–470.0 Mya | Darriwilian          | 두위봉층                  | -                  | 영흥층                            | - |
| 직운산층  | 오르도비스기 443.8–485.4 Mya | 중세 458.4–470.0 Mya | Darriwilian          | Dolerobasilicus           |                    | 영흥층                            | - |
|           | 오르도비스기 443.8–485.4 Mya | 중세 458.4–470.0 Mya | Daipingian           | 막골층                    | '                  | 영흥층                            | - |
|           | 오르도비스기 443.8–485.4 Mya | 전세 470.0–485.4 Mya | Floian               | 막골층                    | '                  | 영흥층                            | - |
|           | 오르도비스기 443.8–485.4 Mya | 전세 470.0–485.4 Mya | Floian               | 두무동층                  | Kayseraspis        | 영흥층                            | Kayseraspis |
|           | 오르도비스기 443.8–485.4 Mya | 전세 470.0–485.4 Mya | Tremadocian          | 두무동층                  | Protopiomerops     | 문곡층                            | Shumardia pellizzarii Kainella euryrachis Yosimuraspis vulgaris                                                                                              |
|           | 오르도비스기 443.8–485.4 Mya | 전세 470.0–485.4 Mya | Tremadocian          | 두무동층                  | Asaphellus         | 문곡층                            | Shumardia pellizzarii Kainella euryrachis Yosimuraspis vulgaris                                                                                              |
|           | 오르도비스기 443.8–485.4 Mya | 전세 470.0–485.4 Mya | Tremadocian          | 동점층                    | Richardsonella     | 문곡층                            | Shumardia pellizzarii Kainella euryrachis Yosimuraspis vulgaris                                                                                              |
|           | 캄브리아기 485.4–541.0 Mya   | 푸룽세 485.4–497 Mya | 제10절               | 동점층                    | Richardsonella     | 와곡층                            | Fatocephalus hunjiangensis |
|           | 캄브리아기 485.4–541.0 Mya   | 푸룽세 485.4–497 Mya | 제10절               | 동점층                    | Pseudokoldinioidia | 와곡층                            | Fatocephalus hunjiangensis |
|           | 캄브리아기 485.4–541.0 Mya   | 푸룽세 485.4–497 Mya | 제10절               | 동점층                    | Eosaukia           | 와곡층                            | - |
|           | 캄브리아기 485.4–541.0 Mya   | 푸룽세 485.4–497 Mya | 제10절               | 화절층                    | Eosaukia           | 와곡층                            | - |
|           | 캄브리아기 485.4–541.0 Mya   | 푸룽세 485.4–497 Mya | 제10절               | Quadraticephalus          | 마차리층           |                                   | - |
|           | 캄브리아기 485.4–541.0 Mya   | 푸룽세 485.4–497 Mya | Jiangshanian         | Asioptychaspis subglobosa | 마차리층           |                                   | - |
|           | 캄브리아기 485.4–541.0 Mya   | 푸룽세 485.4–497 Mya | Jiangshanian         | 세송층                    | 마차리층           | Kaolishania                       | - |
|           | 캄브리아기 485.4–541.0 Mya   | 푸룽세 485.4–497 Mya | Jiangshanian         | 세송층                    | 마차리층           | -                                 | Pseudoyuepingia asaphoides Agnostotes orientalis Eochuangia hana Eugonocare longifrons Hancrania brevilimbata Proceratopyge tenuis Glyptagnostus reticulatus |
|           | 캄브리아기 485.4–541.0 Mya   | 푸룽세 485.4–497 Mya | Paibian              | 세송층                    | 마차리층           | -                                 | Pseudoyuepingia asaphoides Agnostotes orientalis Eochuangia hana Eugonocare longifrons Hancrania brevilimbata Proceratopyge tenuis Glyptagnostus reticulatus |
|           | 캄브리아기 485.4–541.0 Mya   | 푸룽세 485.4–497 Mya | Chuangia             | 세송층                    | 마차리층           |                                   | Pseudoyuepingia asaphoides Agnostotes orientalis Eochuangia hana Eugonocare longifrons Hancrania brevilimbata Proceratopyge tenuis Glyptagnostus reticulatus |
|           | 캄브리아기 485.4–541.0 Mya   | 푸룽세 485.4–497 Mya | Prochuangia mansuyi  | 세송층                    | 마차리층           |                                   | Pseudoyuepingia asaphoides Agnostotes orientalis Eochuangia hana Eugonocare longifrons Hancrania brevilimbata Proceratopyge tenuis Glyptagnostus reticulatus |
|           | 캄브리아기 485.4–541.0 Mya   | 푸룽세 485.4–497 Mya | Fenghuangella laevis | 세송층                    | 마차리층           |                                   | Pseudoyuepingia asaphoides Agnostotes orientalis Eochuangia hana Eugonocare longifrons Hancrania brevilimbata Proceratopyge tenuis Glyptagnostus reticulatus |
|           | 캄브리아기 485.4–541.0 Mya   | 제3세 497–509 Mya    | Guzhangian           | 세송층                    | 마차리층           | Liostracina simesi                | Glyptagnostus stolidotus |
|           | 캄브리아기 485.4–541.0 Mya   | 제3세 497–509 Mya    | Guzhangian           | 세송층                    | 마차리층           | Neodrepanura                      | - |
|           | 캄브리아기 485.4–541.0 Mya   | 제3세 497–509 Mya    | Guzhangian           | 세송층                    | 마차리층           | Jiulongshania                     | - |
|           | 캄브리아기 485.4–541.0 Mya   | 제3세 497–509 Mya    | Guzhangian           | 풍촌 석회암층 (대기층)    | 마차리층           |                                   | - |
|           | 캄브리아기 485.4–541.0 Mya   | 제3세 497–509 Mya    | Guzhangian           | -                         | 마차리층           |                                   | - |
|           | 캄브리아기 485.4–541.0 Mya   | 제3세 497–509 Mya    | Drumian              | Amphoton                  | 마차리층           | Lejopyge armata                   | |
|           | 캄브리아기 485.4–541.0 Mya   | 제3세 497–509 Mya    | Drumian              | Crepicephalina            | 마차리층           | Ptychangnostus atavus             | |
|           | 캄브리아기 485.4–541.0 Mya   | 제3세 497–509 Mya    | Wuliuan              | -                         | 마차리층           | Ptychangnostus sinicus Tonkinella | |
|           | 캄브리아기 485.4–541.0 Mya   | 제3세 497–509 Mya    | Wuliuan              | 묘봉층                    | 마차리층           | Ptychangnostus sinicus Tonkinella | Beiliella |
|           | 캄브리아기 485.4–541.0 Mya   | 제3세 497–509 Mya    | Wuliuan              | 묘봉층                    | Mapania (?)        | 삼방산층                          | Megagraulos semicircularis |
|           | 캄브리아기 485.4–541.0 Mya   | 제3세 497–509 Mya    | Wuliuan              | 묘봉층                    | Elrathia           | 삼방산층                          | Metagraulos sampoensis |
|           | 캄브리아기 485.4–541.0 Mya   | 제2세 509–521 Mya    | 제4절 제3절          | 묘봉층                    | Redilichia         | 삼방산층                          | - |
|           | 캄브리아기 485.4–541.0 Mya   | 제2세 509–521 Mya    | 제4절 제3절          | 장산층/면산층             |                    |                                   | |

### 고생대 중기
한반도의 고생대 퇴적암은 고생대 초의 조선 누층군과 고생대 후기의 평안 누층군으로 이루어져 있고 그 사이인 실루리아기-석탄기 중기에는 퇴적작용이 일어나지 않았다고 알려져 왔으나, 임진강대를 포함한 한반도 여러 지역에서 고생대 중기 데본기의 퇴적암이 보고되었다.

### 평안 누층군
고생대 후기 석탄기(石炭紀)에서 중생대 초의 삼첩기(三疊紀; 트라이아스기)에 이르기까지 평안 누층군이 형성되었으며, 이는 주로 평남 분지 및 옥천 습곡대 등지에 분포한다.평안계 지층은 한국의 퇴적암층을 대표하고, 곳곳에 습곡과 단층운동을 받은 곳이 있다. 이중 석탄기의 지층은 오르도비스기 지층인 조선 누층군을 부정합으로 피복한다.
대한민국에 분포하는 평안 누층군은 최대 1,400m의 두께를 가지며, 1960년대까지는 하부로부터 홍점통(→만항층), 사동통(→금천층, 장성층), 고방산통(→함백산층, 도사곡층, 고한층), 녹암통(→동고층)으로 구분하였으나 현재 학계에서는 하부로부터 만항층, 금천층, 장성층, 함백산층, 도사곡층, 고한층(최상부층), 동고층으로 분류하고 있다. 이중 만항층은 조선 누층군의 두위봉층을, 동고층은 고한층을 부정합으로 피복한다. 지리적으로는 태백시에서 영월군을 거쳐 단양군에 이르는 지역에 분포한다. 조선민주주의인민공화국의 평남 분지에 분포하는 평안 누층군은, 하부로부터 홍점통, 입석통, 사동통, 고방산통 등으로 분류된다.
평안 누층군의 지질 계통표와 층서는 다음과 같다. 평안 누층군을 대상으로 한 조사가 대부분 석탄을 목적으로 하였기 때문에, 탄전(炭田)이란 명칭을 사용한다.
| 지질 시대                      | 지질 시대                    | 지질 시대    | 지역     | 지역       | 지역          | 지역     | 지역     | 지역     | 지역     | 지역     |
| 기                             | 세                           | 절           | 삼척탄전 | 강릉탄전   | 정선-평창탄전 | 영월탄전 | 단양탄전 | 보은탄전 | 평남분지 | 두만분지 |
| ------------------------------ | ---------------------------- | ------------ | -------- | ---------- | ------------- | -------- | -------- | -------- | -------- | -------- |
| 중생대 삼첩기 201.3–252.17 Mya | 중세 237–247.2 Mya           | 아니시안     | 동고층   |            | 박지산층      |          | 동고층   |          | 태자원통 |          |
| 중생대 삼첩기 201.3–252.17 Mya | 전세 247.2–252.17 Mya        | 인두안       | 동고층   |            | 상원산층      |          | 동고층   |          | 태자원통 |          |
| 고생대 페름기 252.17–298.9 Mya | 로핑기아 252.17–259.8 Mya    |              |          |            |               |          |          |          | 고방산통 | 송상통   |
| 고생대 페름기 252.17–298.9 Mya | 과달루페 259.8–272.3 Mya     | 카피탄       | 고한층   | (언별리층) | 옥갑산층      |          | 고한층   |          | 고방산통 | 송상통   |
| 고생대 페름기 252.17–298.9 Mya | 과달루페 259.8–272.3 Mya     | 워디안       | 도사곡층 | 망덕산층   | 옥갑산층      |          | 도사곡층 |          | 고방산통 | 송상통   |
| 고생대 페름기 252.17–298.9 Mya | 과달루페 259.8–272.3 Mya     | 로디안       | 도사곡층 | 망덕산층   | 옥갑산층      |          | 도사곡층 |          | 고방산통 | 송상통   |
| 고생대 페름기 252.17–298.9 Mya | 시수랄리아 272.3–298.9 Mya   | 쿤쿠리안     | 함백산층 | 함백산층   | 옥갑산층      |          | 함백산층 | 함백산층 | 고방산통 | 계룡산통 |
| 고생대 페름기 252.17–298.9 Mya | 시수랄리아 272.3–298.9 Mya   | 아르틴스키안 | 장성층   | 장성층     | 장성층        | 미탄층   | 장성층   | 장성층   | 사동통   | 계룡산통 |
| 고생대 페름기 252.17–298.9 Mya | 시수랄리아 272.3–298.9 Mya   | 사크마리안   |          |            | 밤치층        | 밤치층   |          | 밤치층   | 사동통   | 암기통   |
| 고생대 페름기 252.17–298.9 Mya | 시수랄리아 272.3–298.9 Mya   | 아셀리안     |          |            | 밤치층        | 밤치층   |          | 밤치층   | 입석통   | 암기통   |
| 고생대 석탄기 252.17–298.9 Mya | 펜실베이니아 298.9–323.2 Mya | 모스크바     | 금천층   | 금천층     | 금천층        | 판교층   | 금천층   |          | 홍점통   |          |
| 고생대 석탄기 252.17–298.9 Mya | 펜실베이니아 298.9–323.2 Mya | 모스크바     | 만항층   | 만항층     | 만항층        | 요봉층   | 만항층   | 만항층   | 홍점통   |          |
| 고생대 석탄기 252.17–298.9 Mya | 펜실베이니아 298.9–323.2 Mya | 바시키르     | 만항층   |            | 만항층        | 요봉층   | 만항층   |          |          |          |

### 백운산 향사대

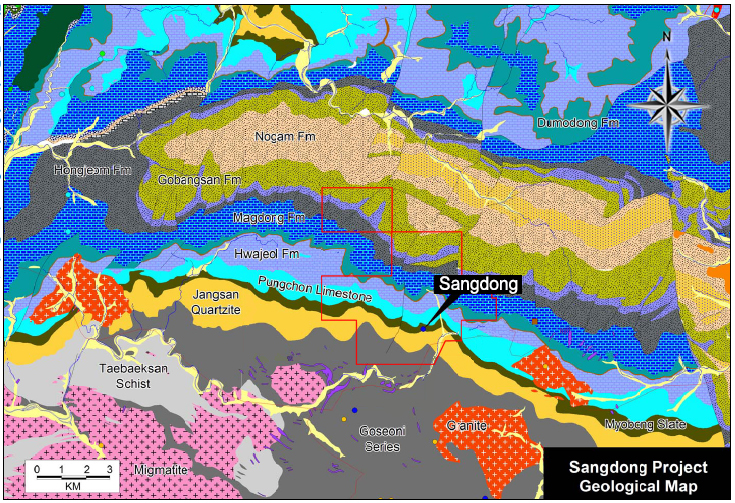
백운산 향사대의 조선 누층군과 평안 누층군

강원도 영월군 신동읍에서 상동읍, 고한읍, 태백시에 이르는 지역에는 지질도 상으로 바깥쪽부터 조선 누층군의 두무골층, 막골층, 평안 누층군의 홍점통, 사동통, 고방산통, 녹암(동고)층이 대칭적인 구조를 이루고 있으며, 이중 평안 누층군의 최상부층인 녹암(동고)층이 동-서 방향의 향사대(帶)의 축을 중심으로 분포하고 있다. 안쪽의 평안 누층군이 조선 누층군보다 나중의 지층임을 감안하면 향사 구조임을 알 수 있다.

### 영월인편상구조대
강원도 영월군에는 남-북 주향인 다수의 스러스트 단층이 발달하며, 이 부분을 영월인편상구조대(鱗片狀構造帶)이라 부른다. 서쪽부터 (주천)평창 스러스트, 마차리 스러스트, 각동 스러스트, 공수원 스러스트 단층으로 구성되어 있으며, 마차리트러스트는 영월형 조선누층군(마차리, 삼방산층)을 평안누층군 상부로 충상(衝上)시키며, 마차리와 서쪽의 문곡리 사이에는 트러스트에 의해 영월형 조선누층군의 각 지층이 반복 분포하고 있다. 평창트러스트와 마차리트러스트 사이 지역에서는 평안누층군이 분포하지 않고 조선누층군만 트러스트에 의해 반복된다.

### 고생대의 화석
태백, 영월, 정선, 단양, 문경 등지에 넓게 분포하는 고생대 지층에는 많은 화석이 산출된다. 대표적인 예로,
- 삼엽충 : 과거 바다였던 태백과 영월의 조선 누층군에서는 많은 삼엽충 화석이 산출되며, 태백의 오르도비스기 직운산층에서 가장 많이 나온다.
- 방추충 : 방추충(fusulinids, 푸줄리나)은 석탄기 지층의 표준 화석으로 태백과 단양의 만항층, 금천층과 영월의 밤치층에서 산출된다.
- 무척추동물 : 태백의 직운산층과 영월의 마차리층에서는 보존 상태가 양호한 무척추동물 화석이 많이 산출된다.
- 두족류 : 태백과 영월의 조선 누층군 막골층, 직운산층, 두위봉층에서는 두족류 화석의 산출에 근거하여 고바야시(1966)에 의해 막골층 중부로부터 Manchuroceras, Polydesmia, Sigmorthoceras, 직운산층의 Orthoceroid, 두위봉층의 Actinoceroids의 생층서 분대가 이루어져 있다.
- 완족류 : 태백의 조선 누층군 직운산층과 상부 고생대의 만항층에서 보존 상태가 양호한 화석이 다량 산출되고 있으며, 대개 군집상으로 나타난다. 가장 잘 알려진 화석은 직운산층의 Rafinequina chosenensis와 Orthis nipponica 두 종이다.
- 복족류 : 태백의 조선 누층군 막골층, 직운산층, 두위봉층 등에서 자주 관찰되며, 직운산층의 Lophospira pagoda와 두위봉층의 Raphistoma katoi가 대표적이다.
- 필석류 : 태백의 직운산층 흑색 셰일에서 시라키(1922)에 의해 처음으로 알려졌으며, 영월의 문곡층에서도 후카자와(1943)가 필석류의 산출을 보고하였다. 필석류는 종의 생존 기간이 짧고, 진화 경향도 뚜렷하여 세계적으로 오르도비스기와 실루리아기의 표준 화석으로 널리 사용된다.
- 스트로마톨라이트는 태백의 동점, 장성, 소로골과 영월 지역에서 발견된다. 조선 누층군 풍촌 석회암층 하부에서는 온코이드(oncoid)가 발견되고, 막골층에서는 돔상의 스트로마톨라이트가 매우 특징적인데 그 넓이가 20 cm 이상인 큰 것도 발견되며 주로 조간대 하부의 환경에서 퇴적된 석회암층에서 발견된다. 영월의 문곡층과 영흥층에서는 돔상의 스트로마톨라이트가 발견되는데, 이 지역에서는 평행 층리를 보이는 것도 나타난다. 영월 지역에서 스트로마톨라이트가 발견되는 곳은 마차리, 갈치재, 오만동 등이다. 영월의 오만동 지역에서 발견되는 스트로마톨라이트는 2000년 천연기념물 제413호 영월 문곡리 건열구조 및 스트로마톨라이트 라는 명칭으로, 태백 구문소 지역의 것은 천연기념물 제417호 "태백 구문소의 고환경과 침식 지형"이라는 명칭으로 지정되었다.
- 코노돈트 : 코노돈트(conodont)는 부분 화석으로, 정선 지역의 회동리층에서 실루리아기의 코노돈트 화석이 발견되어 그 때까지 결층으로 인식되었던 한국의 실루리아기 지층이 확인되었다.
- 식물 화석 : 한반도에서 평안 누층군이 분포하는 영월, 태백, 삼척탄전 지역의 탄층으로부터 산출되는 대표적인 식물 화석으로는 Lepidodendron, Gigantopteris, Annularia, Lobatannularia, Calamites, Sigillaria 등을 들 수 있다.[49]

## 중생대
중생대에 형성된 지층(中生代層)은 하부의 대동계(大同系)와 상부의 경상계(慶尙系)로 구분된다. 이 시대의 대표적인 지질 운동으로서 트라이아스기의 송림 변동, 쥐라기의 대보 조산운동, 백악기의 불국사 조산운동이 있다.

### 쥐라기대보 화강암
중생대 쥐라기에는 북북동-남남서 방향의 이른바 대보 화강암(大寶花崗岩)이라 불리는 화강암이 쥐라기 말에 관입했다. 이 대보 화강암은 경기 지괴 내 북한산, 관악산 일대, 충남 및 충북, 강원도 지역에 다수 분포한다.

### 쥐라기대동 누층군
쥐라기의 대부분에 해당되는 대동 누층군은 평양을 중심으로 한 대동강 하류, 충청남도의 남포층군, 영월~단양 지역의 반송층군, 김포의 김포층군, 문경탄전 등지에 소분포를 보인다. 이는 평안계와 같이 심한 습곡과 단층운동을 받고 있으며, 역암·사암·셰일층으로 구성되어 있다.

### 백악기경상 누층군

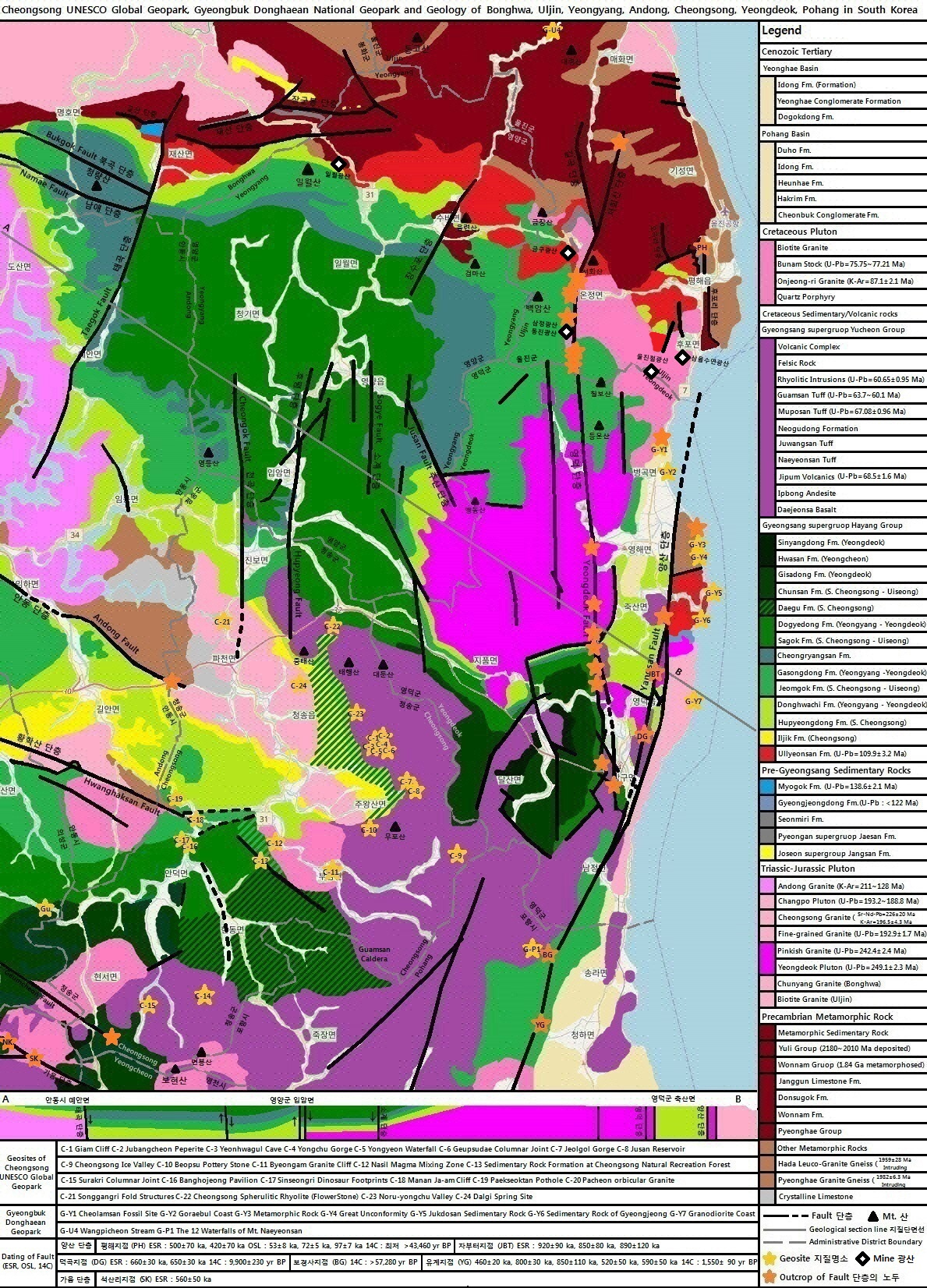
울진군의 지질, 봉화군의 지질, 영양군의 지질, 청송군의 지질, 영덕군의 지질

백악기(白堊紀)에 해당되는 경상계 지층은 경상남·북도의 경상 분지에 넓게 분포되어 있고, 기타 지방에서는 소면적으로 고립분포되고 있다. 경상계 지층의 명칭은 최초에 하부의 '낙동통'(洛東統), 중부의 '신라통'(新羅統), 상부의 '불국사통'(佛國寺統)으로 명명되었으나, 신라통은 이후 하양층군과 유천층군으로 나누어졌다. 현재 학술 논문에서는 경상 누층군을 '신동층군', '하양층군', '유천층군' 3개 지층으로 구분하여 명명하고 있다.
| 대구-경주-광주 지역 타테이와(1929) | 대구-경주-광주 지역 타테이와(1929) | 대구-경주-광주 지역 타테이와(1929) | 경상 분지 장기홍(1975) | 경상 분지 장기홍(1975) | 경상 분지 장기홍(1975) |
| ---------------------------------- | ---------------------------------- | ---------------------------------- | ---------------------- | ---------------------- | ---------------------- |
| 경상계                             | 불국사통                           | 불국사 화강암                      | 관입암 복합체          | 불국사 관입암군        | 경상 누층군            |
| 경상계                             | 신라통                             | 주사산 빈암층                      | 화산암 복합체          | 유천층군               | 경상 누층군            |
| 경상계                             | 신라통                             | 건천리층                           | 진동층                 | 하양층군               | 경상 누층군            |
| 경상계                             | 신라통                             | 채약산 빈암층                      | 진동층                 | 하양층군               | 경상 누층군            |
| 경상계                             | 신라통                             | 대구층                             | 진동층                 | 하양층군               | 경상 누층군            |
| 경상계                             | 신라통                             | 학봉 현무암                        | 함안층                 | 하양층군               | 경상 누층군            |
| 경상계                             | 신라통                             | 신라 역암층                        | 신라 역암층            | 하양층군               | 경상 누층군            |
| 경상계                             |                                    | 칠곡층                             | 칠곡층                 | 하양층군               | 경상 누층군            |
| 경상계                             |                                    | 진주층                             | 진주층                 | 신동층군               | 경상 누층군            |
| 경상계                             |                                    | 하산동층                           | 하산동층               | 신동층군               | 경상 누층군            |
| 경상계                             |                                    | 낙동층                             | 낙동층                 | 신동층군               | 경상 누층군            |

### 백악기분지
백악기에 유라시아판 아래로 섭입하는 이자나기판의 영향으로, 한반도에는 공주 단층계와 광주 단층계 등을 따라 퇴적 분지가 형성되었다.백악기에 형성된 육성 분지로는 음성 분지, 공주 분지, 격포 분지, 부여 분지, 진안 분지, 함평 분지, 영동 분지 등이 있다.

### 황해의 형성
황해는 중생대 말기부터 군산분지 등 대륙지각의 리프팅(rifting)이 활발하게 발생하여 형성된 바다이며 한반도에 비해 훨씬 발달된 퇴적분지로 구성되어 있으므로 지진활동은 한반도보다 더 활발할 것으로 해석된다. 황해에는 남중국지괴(Soutii China block)과 중한지괴(북중국지괴)(Sino-Korea block)가 고생대 페름기 후기와 중생대 트라이아스기에 충돌한 지구조적 경계가 존재한다. 이 경계는 북중국 강괴의 친링-다비-술루 충돌대(Qinling-Dabie-Sulu Belt)의 연장이라고 추정하고 있다. 한반도와 같이 순수한 대륙 지각의 모습을 보인다.

## 신생대

### 제3기
신생대(新生代) 제3기층의 분포는 매우 협소하여 전 국토의 약 1.5%에 불과하다. 그 대부분이 동해안의 경성만·통천·포항 영일만등에 분산 분포되며, 황해안에는 안주와 봉산 부근, 제주도의 서귀포 지방에 약간 분포되고 있다. 제3기의 분지는 동해안을 따라 분포하고 있으며, 북한의 길주-명천 분지, 삼척시의 북평 분지, 영덕군의 영해 분지, 포항시~경주시의 포항 분지, 어일 분지, 와읍 분지, 울산광역시의 울산 분지 등이 발달한다. 잘 굳지 않은 사암·셰일·역암 등으로 구성되어 있고, 용암류·암상(岩床) 등의 동반도 곳에 따라서는 우세하며, 해성층과 육성층이 교호(交互)하여 각종 화석이 발견되고, 갈탄이 산출된다.

### 포항 분지
포항 분지는 한반도 남동부에 분포하는 신생대 제3기 마이오세에 형성된 해성(海成) 퇴적분지이다.하부에서부터 마이오세에 퇴적된 장기층군, 범곡리층군, 연일층군으로 구성되며 경상 누층군의 최상부층을 기반암으로 하여 제3기의 연일층군이 부정합으로 덮고 있다. 지리적으로는 경상북도 영덕군 남정면에서 포항시 오천읍에 이르는 지역을 포함한다.

### 어일 분지
어일 분지는 한반도 남동부 경주시에 위치한 신생대 제3기 마이오세에 형성된 퇴적분지이다. 어일 분지는 전체적으로 북동 방향으로 연장된 함몰지로서 길이는 약 12 km, 폭은 5 km이다. 어일 분지는 주향이동단층과 정단층들을 분지경계단층으로 하는 지구(graben)와 반지구(half-graben)의 형태를 보이고 어일 분지의 퇴적암은 밑에서부터 마이오세의 감포 역암층과 어일층 그리고 이를 부정합으로 피복하는 송전층으로 구성된다. 어일 분지는 북북서 방향의 우수향 주향 이동 단층에 의해 북동 소분지와 남서 소분지로 나누어진다. 북동 소분지는 분지 내부 정단층에 의해 두 개의 단층지괴로 나뉘어지며 감포층과 어일층으로 구성된다. 남서 소분지는 비화산성 송전층이 분포한다. 분지 북서부 경계 단층과 분지 내부의 단층들은 퇴적동시성 단층으로 해석되었다. 분지 내부에 발달한 습곡구조, 암맥의 방향성과 관련한 연구 결과들은 서북서-동남동 방향의 분지 확장을 지시한다. 어일 분지는 북북서 방향의 우수향 전단운동 시 유도된 서북서-동남동 방향의 확장으로 형성된 전형적인 인리형 분지(pull-apart basin)로 해석된다.

### 제4기
제4기층은 홍적층(洪積層)과 충적층(沖積層)으로 구분된다. 홍적층은 각 하천 상류와 동해안에 분포하는 단구(段丘) 등은 대부분이 이 지층의 퇴적물이고, 철원-평강·신계·백두산·제주도·울릉도 등에서 화산암의 분출로 화산지형을 형성하였다. 한편, 함경북도 관모봉에는 빙식지형(카르)과 빙퇴석이 발견되어 이 부근에 플라이스토세(世)의 빙하가 존재하였음이 밝혀졌다. 충적층으로서는 하천 유역의 충적평야, 하안 등에 퇴적된 점토·사구 등과 현무암이 있다.

### 제주도
제주도의 제4기 지층은 서귀포 지역의 서귀포층과 성산포 신양리 일대의 신양리층으로 구성된다. 두 지층의 지질시대는 플라이스토세(약 258만 년 전부터 1만 년 전까지)이다.

### 동해의 형성
동해는 유라시아 판으로부터 일본이 분리되면서 열리게 된 해양지각으로 신생대 고제3기 올리고세부터 신제3기 마이오세 중반에 형성되었다. 구체적으로 후기 올리고세에서 마이오세까지 단층 운동에 의한 지각의 신장(伸長)과 후열도 분지의 형성을 통해 확장되었으며, 중기 마이오세 이후 닫히기 시작하여 한반도와 대륙 주변부에 융기를 일으켰으며 동시에 동해의 응력권이 신장에서 압축으로 바뀌었다. 대륙 열개는 동해안에서 떨어진 울릉분지 내에서는 정단층을 발달시켰고, 분지 주변부에서는 판경계로부터 유도되는 압축응력에 의해 주향 이동 단층이나 역단층을 생성했다. 울릉분지 남부는 국부적인 압축력의 결과로 마이오세 후기 돌고래 구조를 따라 융기와 스러스트 단층이 발달한다.
동해의 형성을 설명하기 위한 다양한 모델이 제시된 바 있다. 가장 많이 인용된 모델은 부채꼴 확장 모델 (fan-shaped opening model) (e.g.，Otofuji et al., 1999)과 당겨열림 모델 (pull-apart opening model) (e.g., Jolivet et al., 1994)이다. 부채꼴 확장 모델에서는 신생대 마이오세 초기부터 북동 및 남서 일본 열도가 각각 반시계방향 및시계방향으로 회전하여 아시아대륙으로부터 떨어져 나감으로써 동해가 형성되었다고 제시한다. 이에 반해 당겨열림 모델에서는 고제3기 올리고세 후기부터 신제3기 마이오세 중기까지 일본열도가 동해의 오른쪽과 왼쪽에 있는 우수주향단층을 따라 남쪽으로 병진하여 동해가 열렸다고 제시한다.

최근 한국해양과학기술원에서 한반도 주변부에서 탄성파 탐사를 수행하여 리프팅과 지각의 분리를 해석한 결과에 따르면 남서일본열도가 올리고세 말기부터 한반도의 북쪽 주변부에서 떨어져 나간 후 올리고세 최후기 내지 마이오세 초기에 시계방향으로 회전하면서 떨어져 나감으로써 동해가 형성되었음을 제시하였다 (Kim etal.，2007). 현재 동해에서 발생하는 지진들은 후포 단층과 같이 신생대에 일어난 후배호(back-arc) 리프팅(rifting) 당시 형성된 단층 혹은 지각분리선을 따라 발생함을 알 수 있다.— 한반도 주변해역 해저단층분포도 제작을 위한 기획연구

### 층서
신생대층의 지질 계통표는 다음과 같다. 숫자는 지층의 두께(m)이다.
| 지질시대 | 지질시대                       | 포항분지   | 포항분지 | 제주도   | 길주-명천분지 | 봉산분지  | 안주분지 | 안주분지 |
| -------- | ------------------------------ | ---------- | -------- | -------- | ------------- | --------- | -------- | -------- |
| 제4기    | 플라이스토세 11.7 kya–2.58 Mya |            |          | 신양리층 |               |           |          |          |
| 제4기    | 플라이스토세 11.7 kya–2.58 Mya | 서귀포층   |          |          |               |           |          |          |
| 신제3기  | 플리오세 2.58–5.33 Mya         |            |          |          | 칠보산층군    |           |          |          |
| 신제3기  | 마이오세 5.33–23.03 Mya        | 연일층군   | 200<     |          | 명천통        |           |          |          |
| 신제3기  | 마이오세 5.33–23.03 Mya        | 범곡리층군 |          |          | 명천통        |           |          |          |
| 신제3기  | 마이오세 5.33–23.03 Mya        | 장기층군   | 700+1100 | 창동통   | 명천통        | 1,000<    |          |          |
| 고제3기  | 올리고세 23.03–33.9 Mya        | -          | -        | 창동통   | -             | 1,000<    | 용동통   | 봉산통   |
| 고제3기  | 올리고세 23.03–33.9 Mya        | -          | -        | -        | 용림통        | 800~2,000 | 용동통   | 봉산통   |
| 고제3기  | 에오세 33.9–56.0 Mya           | -          | -        | -        | -             | 신리통    | -        | 봉산통   |
| 고제3기  | 에오세 33.9–56.0 Mya           | -          | -        | -        | -             | 신리통    | -        | -        |

## 지각변동
한반도는 시생대에서 원생대, 고생대에 이르기까지 수차에 걸친 지반의 침강과 퇴적, 융기와 침식이 반복되었으나, 큰 지각변동은 없었다. 그러다가 중생대 들어 수차례의 지각 변동을 겪게 된다. 이들 지각 변동의 영향으로, 한반도 내부의 지각이 파열되고 다수의 단층이 생성되었으며 이때 생성된 단층 중 일부가 오늘날 지진을 발생시키고 있다.

### 송림 변동
고생대 페름기 말에서 중생대 트라이아스기기에 일어난 지각 변동으로, 이때에 북한에는 평남 분지가 습곡 작용을 받아 육지화되었고, 동북동~서남서 방향의 랴오뚱(遼東) 방향의 구조선이 발달하였다.

### 대보 조산 운동
중생대 쥐라기에 대습곡 작용과 이에 수반된 역단층 작용이 한반도 전역에 걸쳐 일어났고, 북동~남서 즉 중국 방향의 구조선이 형성되었다. 이 운동을 이른바 후대동기 조산운동이라 칭한다. 이때 대보 화강암이 관입하였고 오늘날의 화강암 지대를 이루고 있다. 또한 그 결과로서 소규모 백악기 퇴적 분지―음성분지, 공주분지, 진안분지 등 다수―가 공주단층-금왕단층대 등을 따라 형성된 것으로 추정된다.

### 불국사 조산운동
불국사 조산운동 혹은 불국사 변동은 기원전 9,700만 년에서 기원전 5,700만 년 사이 즉, 중생대 백악기부터 신생대 제3기까지 한반도에서 일어난 조산 운동이다. 그 결과로 불국사 화강암이 생성되었다. 불국사 화강암은 주로 경상 분지에 분포한다.

### 경동성 요곡 운동
신생대 제3기 초에 일본이 한반도에서 분리되면서 동해가 형성되었고, 동해 지각의 확장으로 한반도에 경동성 요곡 운동이 일어났으며 오늘날의 동고서저(東高西低)의 지형을 형성하였다.

## 지역별 지질
각 지역의 자세하고 구체적인 지질 정보는 아래 문서들을 참조할 것.

### 경기 지역
- 서울특별시의 지질
- 인천광역시의 지질
- 가평군의 지질
- 이천시의 지질
- 수원시의 지질
- 포천시의 지질

### 강원 지역
- 조선 누층군
- 평안 누층군
- 설악산의 지질
- 태백시의 지질
- 삼척시의 지질
- 강릉시의 지질
- 평창군의 지질
- 정선군의 지질
- 영월군의 지질
  - 상동광산
  - 영월인편상구조대
- 인제군의 지질
- 횡성군의 지질
- 홍천군의 지질
- 철원군의 지질

### 충청 지역
- 옥천 누층군
- 대전광역시의 지질
- 공주시의 지질
- 금산군의 지질
- 논산시의 지질
- 단양군의 지질 (단양국가지질공원)
- 당진시의 지질
- 보은군의 지질
- 옥천군의 지질
- 영동군의 지질
- 제천시의 지질
- 충주시의 지질
- 청주시의 지질
- 태안군의 지질

### 영남 지역
- 경상 누층군 (경상 분지)

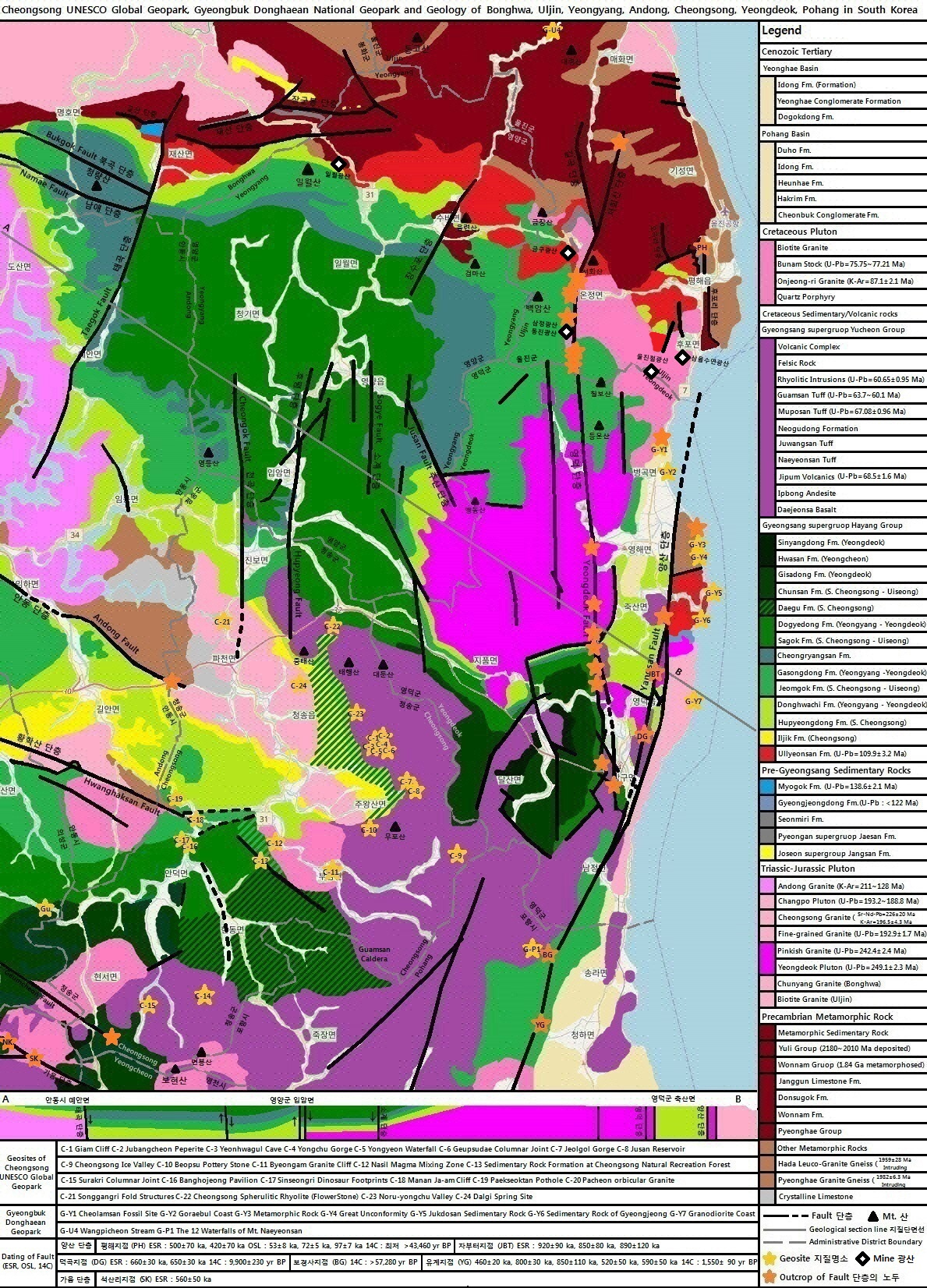
경상 분지 북동부 울진군, 영양군, 영덕군, 청송군, 안동시의 지질

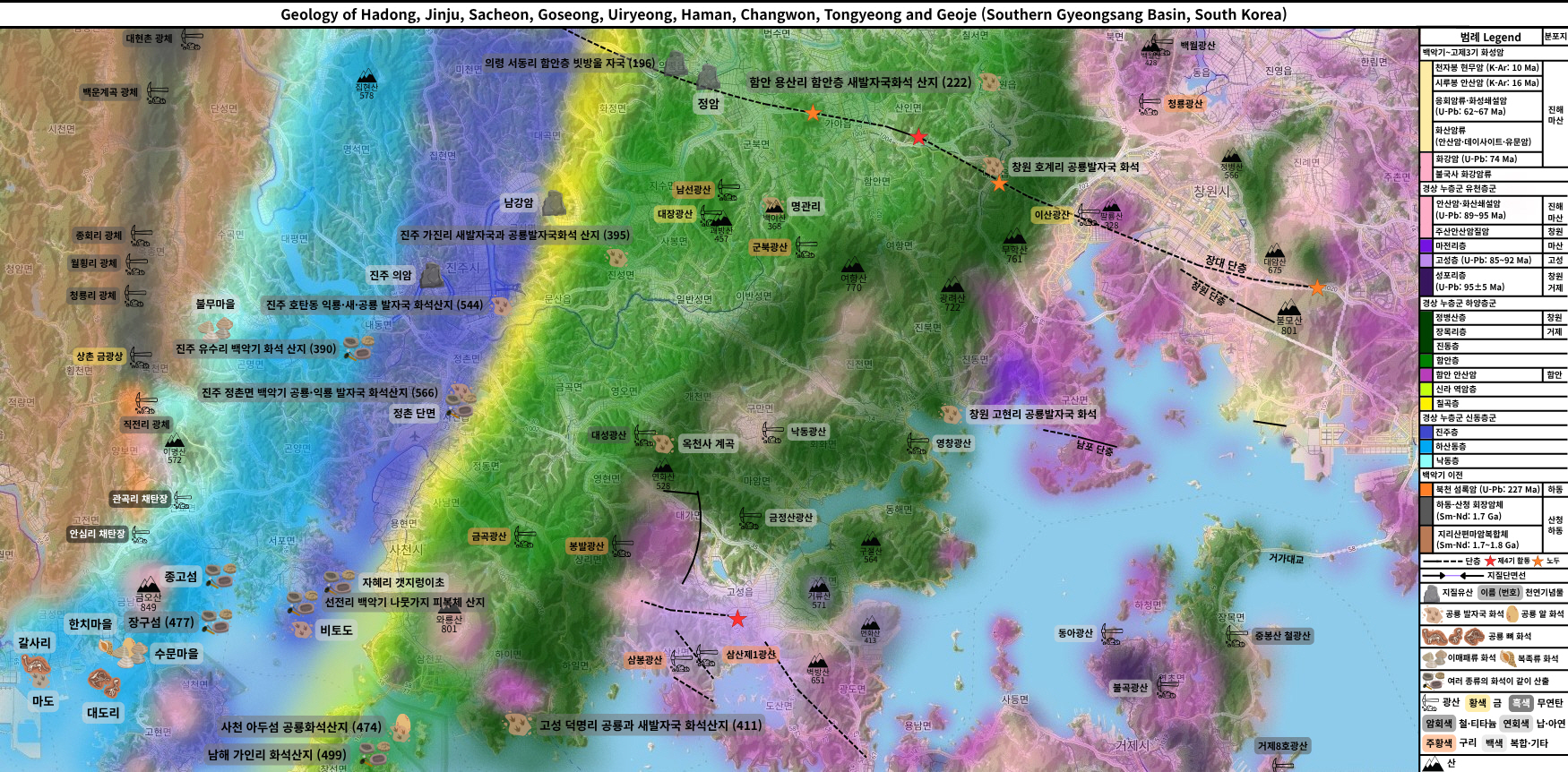
경상 분지 남부 하동군, 진주시, 사천시, 의령군, 함안군, 고성군, 통영시, 거제시, 창원시의 지질

- 양산 단층, 동래 단층, 일광 단층, 울산 단층, 가음 단층, 안동 단층, 읍천 단층
- 거제시의 지질
- 거창군의 지질
- 경산시의 지질
- 고성군 (경상남도)의 지질
- 남해군의 지질
- 대구광역시의 지질
- 문경시의 지질
- 부산광역시의 지질 (부산국가지질공원)
- 봉화군의 지질
- 사천시의 지질
- 산청군의 지질
- 상주시의 지질
- 안동시의 지질
- 울산광역시의 지질
- 의성군의 지질
- 의령군의 지질
- 영덕군의 지질
- 영양군의 지질
- 영주시의 지질
- 영천시의 지질
- 울진군의 지질
- 진주시의 지질
- 창원시의 지질
- 청송군의 지질, 청송 유네스코 세계지질공원
- 통영시의 지질
- 포항시의 지질
  - 포항 분지
- 하동군의 지질
- 함안군의 지질
- 함양군의 지질
- 합천군의 지질
- 경북동해안 국가지질공원

### 호남 지역
- 군산시의 지질
- 익산시의 지질
- 부안군의 지질
- 고창군의 지질

## 한국의 단층
오래전에 형성된 한반도에는 양산 단층, 울산 단층, 추가령 단층, 왕숙천 단층, 금왕 단층, 공주 단층, 오십천 단층, 가음 단층, 장대 단층 등 수많은 단층들이 분포하며 그 수는 약 450개로 추정된다. 한반도는 중생대 이전까지 안정된 지각이었으나, 중생대에 발생한 격렬한 지각 운동으로 다수의 단층들이 생성되었다.